# 남산골한옥마을
남산골 한옥마을(南山골 韓屋마을)은 서울특별시 중구 필동의 남산골공원에 있는 한옥 마을이다. 1989년 남산골의 제모습 찾기사업으로 각지의 한옥을 모아 마을을 조성, 1998년 4월 18일에 문을 열었다. 좌표위치는 북위 37° 33′ 33″ 동경 126° 59′ 38″ / 북위 37.55917°  동경 126.99389° 이다.

## 개요
본래 수도방위사령부(수방사) 부지로 군사보호구역이었던 곳이었으나 1989년 남산 제모습 찾기사업에 따라 서울시가 수방사와 합의하에 이 부지를 인수하고 군사보호구역에서 해제되면서 서울시 민속자료와 한옥 5개동을 복원하여 1998년 공식 개장하였다. 매년 전통혼례, 세시축제, 민속행사와 다양한 체험 프로그램을 진행한다.

## 지역 설명
한옥마을이 들어선 필동 지역은 조선시대에는 흐르는 계곡과 천우각이 있어서 여름철 피서를 겸한 놀이터로 이름있던 곳이다. 또한 청학이 노닐었다고 하여 청학동으로도 불렸다. 청학동은 신선이 사는 곳으로 불릴 만큼 경관이 아름다워 한양에서 가장 경치 좋은 삼청동, 인왕동, 쌍계동, 백운동과 더불어 한양 5동으로 손꼽히던 곳이다. 이곳의 옛 정취를 되살려 시민들에게 제공하기 위하여 골짜기를 만들고 물을 흐르게 하였으며, 정자를 짓고, 나무를 심어 전통정원을 조성하였다.

## 건물 및 시설

한옥마을

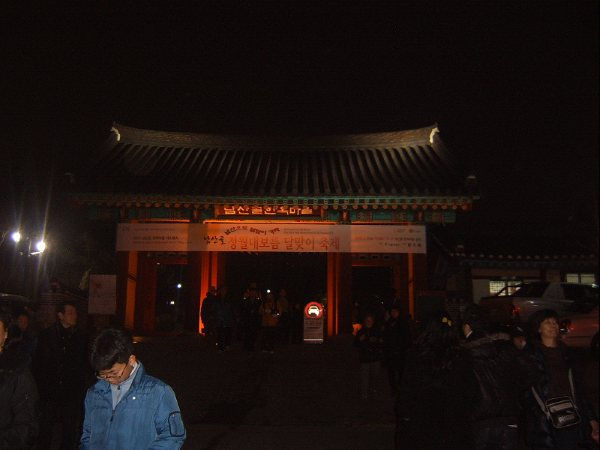
한옥마을 입구 야경

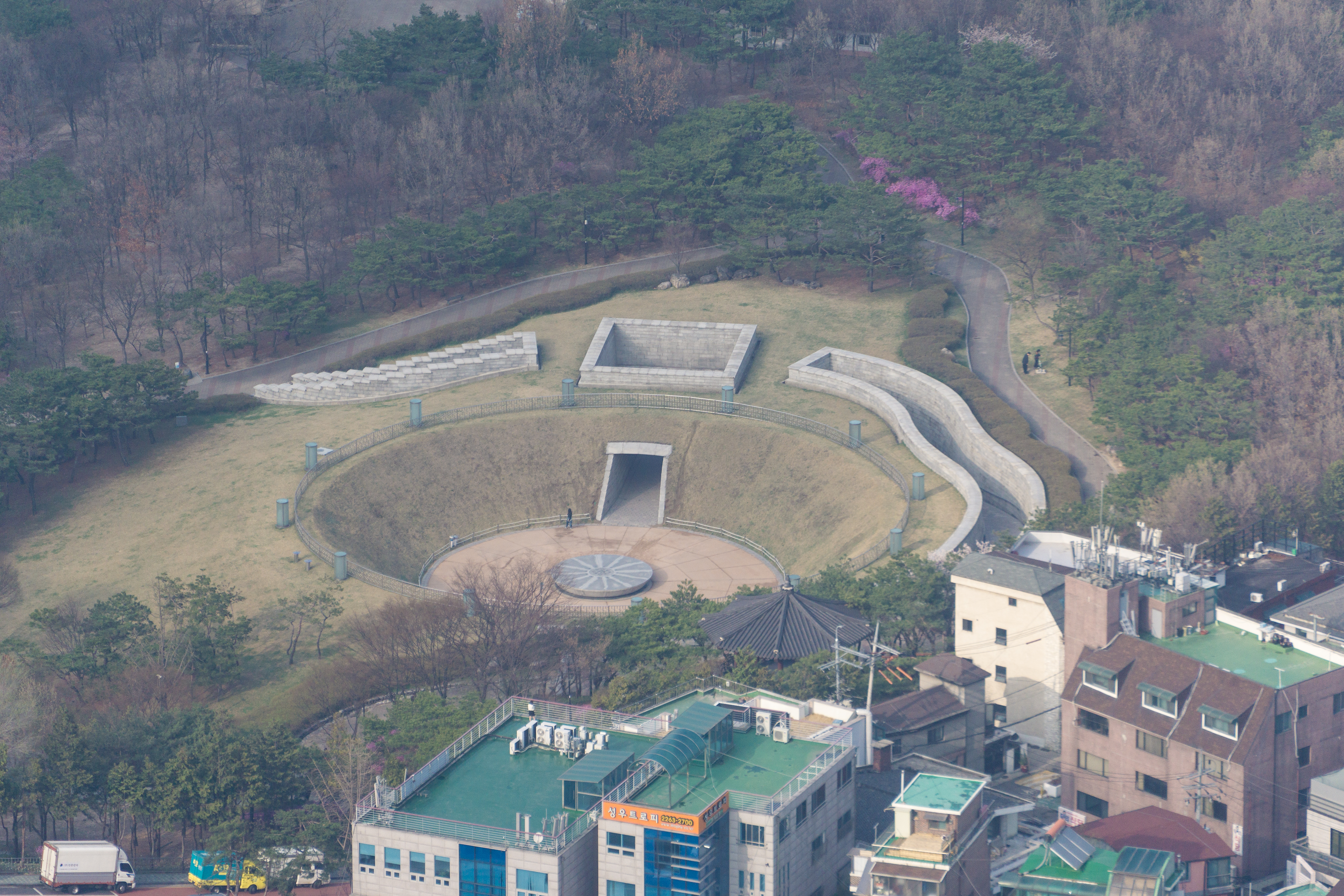
서울 1000년 타임캡슐

### 순정효황후 윤씨친가
- 안채·사랑채·대문간채가 연결된 'ㅁ'자 평면
- 건평 224.79m2(68평)

### 해풍부원군윤택영댁 재실
- 사당채와 몸채로 구성된 '元(원)'자 평면
- 연면적 218.18m2(66평)

### 관훈동 민씨 가옥
- 안채·사랑채·별당채로 구성
- 연면적 323.96m2(98평)

### 오위장김춘영가옥
- 'ㄷ'자형 안채에 'ㅡ'자형 사랑채 연결
- 건평 82.46m2(25평)

### 삼각동도편수이승업가옥
- 안채·사랑채
- 건평 119m2(36평)

### 전통공예관
- 전통공예작품과 관광상품 전시·판매
- 건평 122.31m2(37평)

### 서울 1000년 타임캡슐
- 1994년 서울 정도 600년을 기념하여 타임캡슐을 매장함

## 갤러리

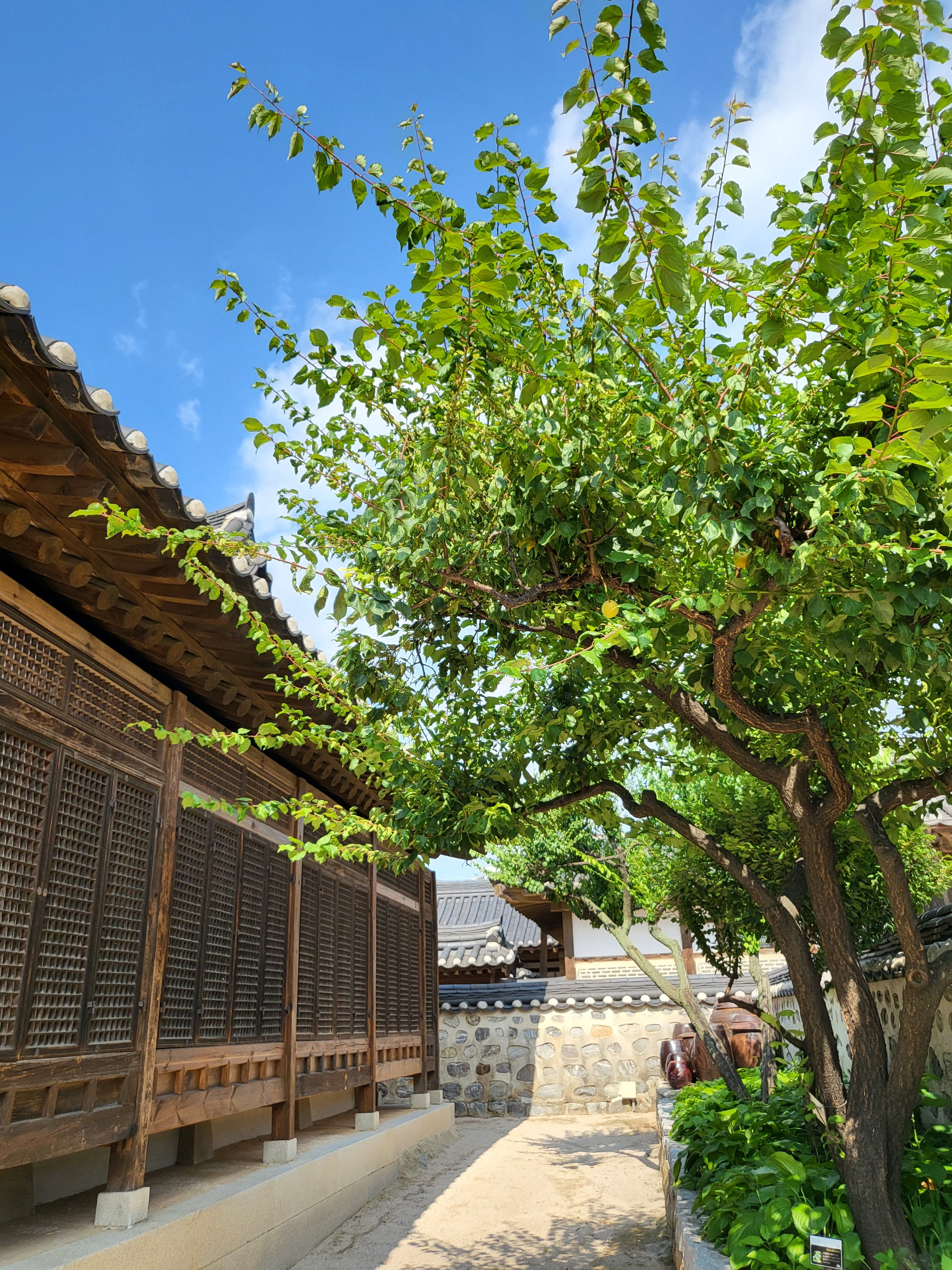
옥인동윤씨가옥
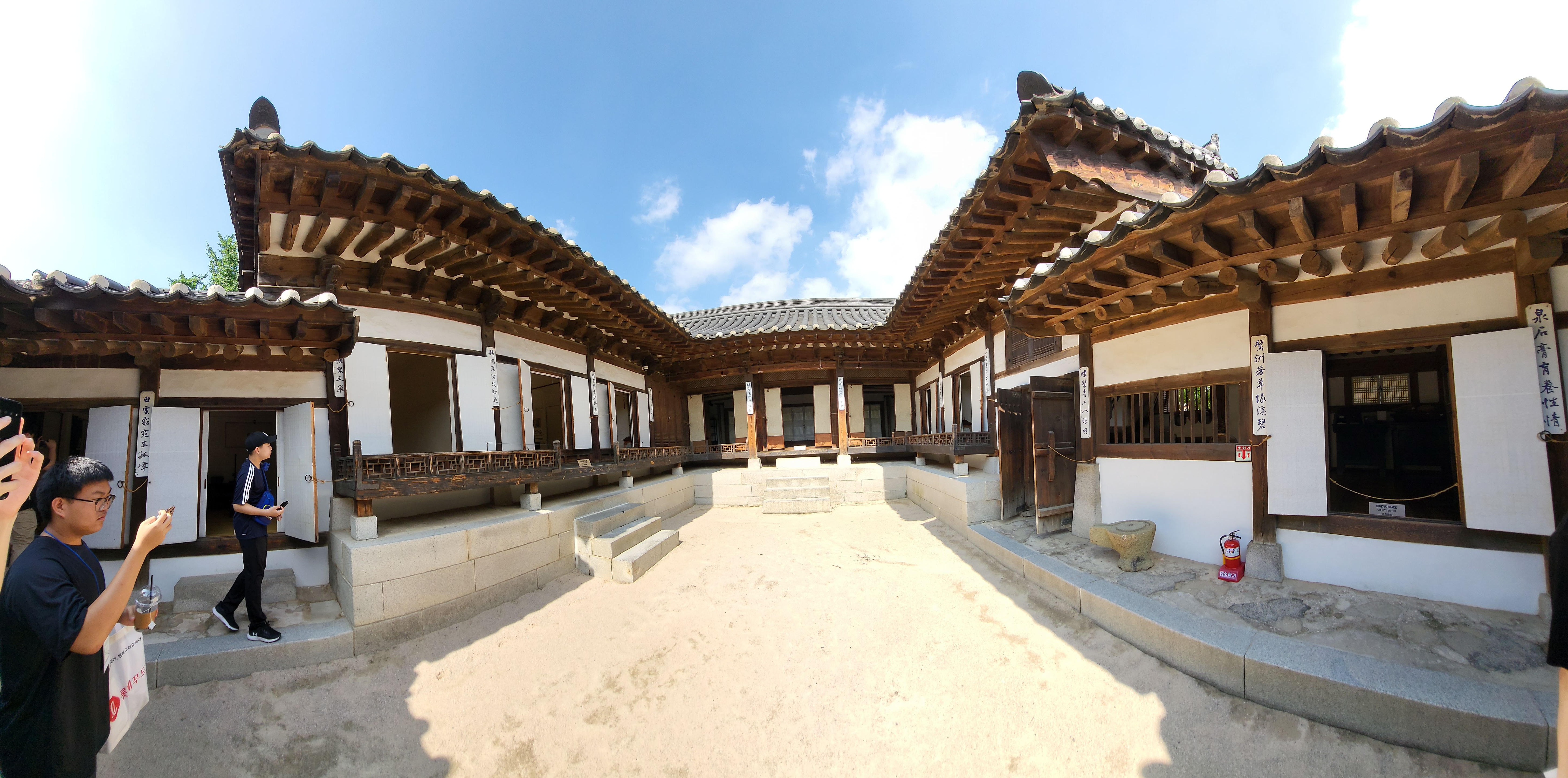
옥인동윤씨가옥
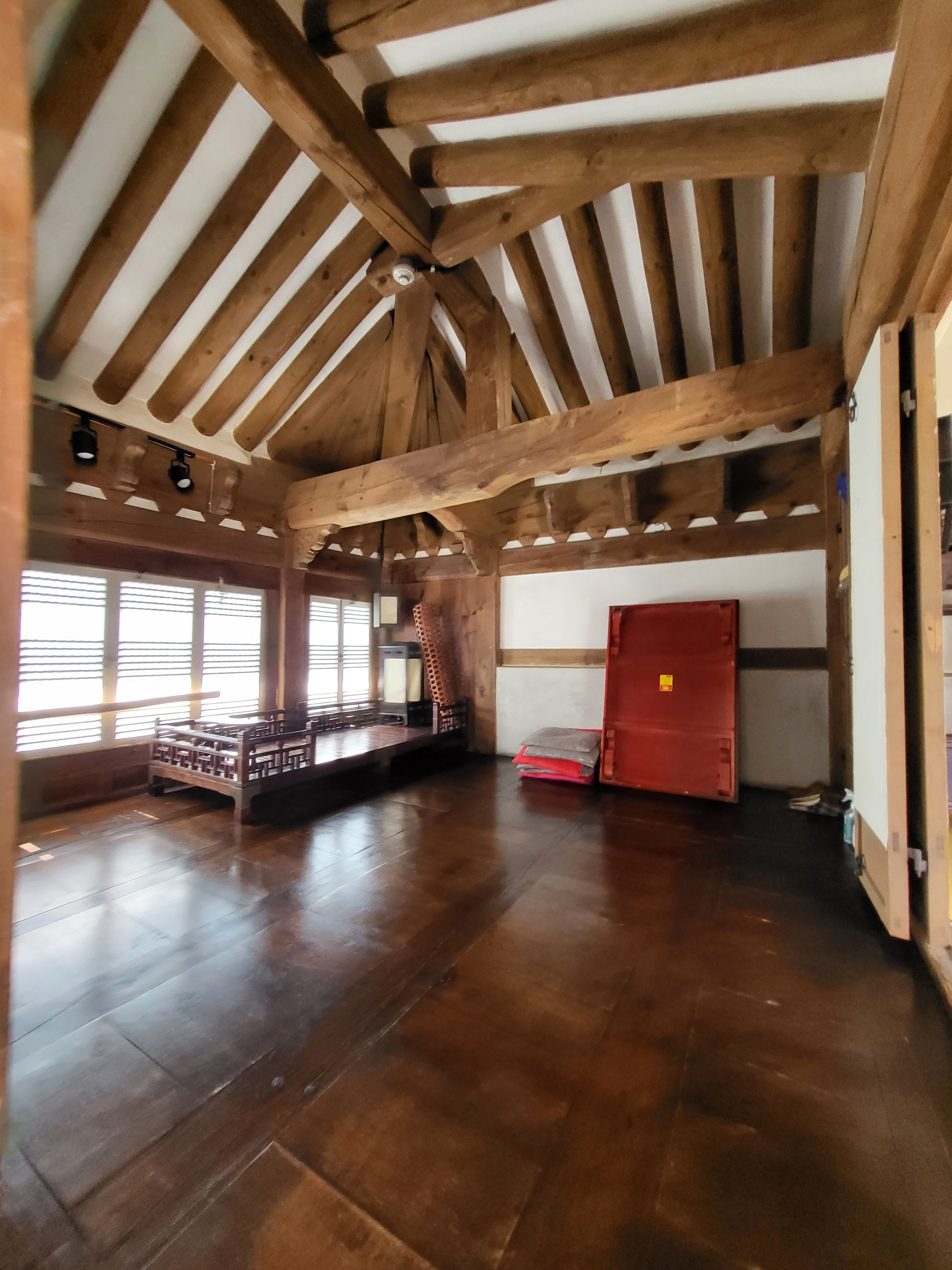
옥인동윤씨가옥
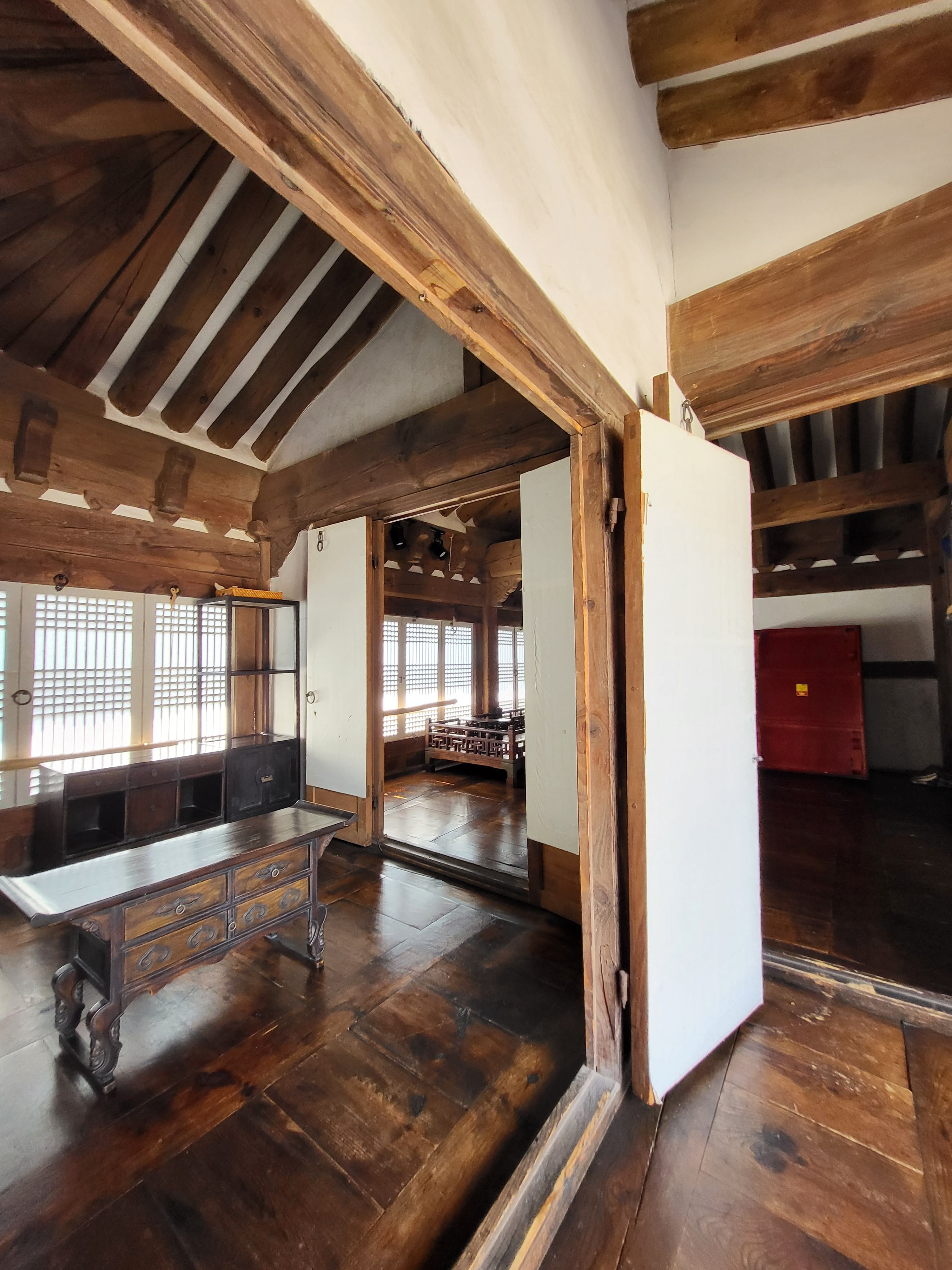
옥인동윤씨가옥
옥인동윤씨가옥
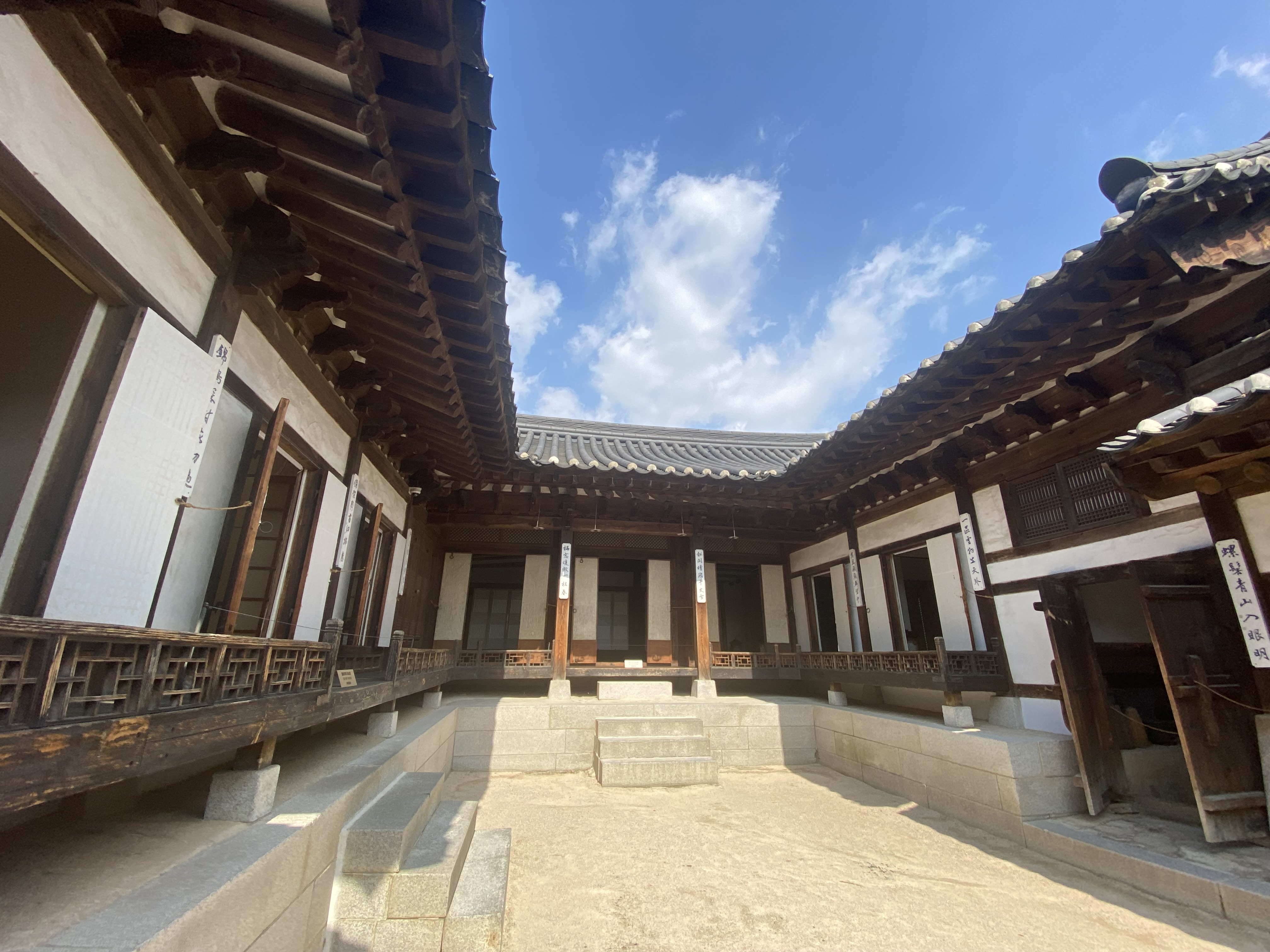
옥인동윤씨가옥의 사진
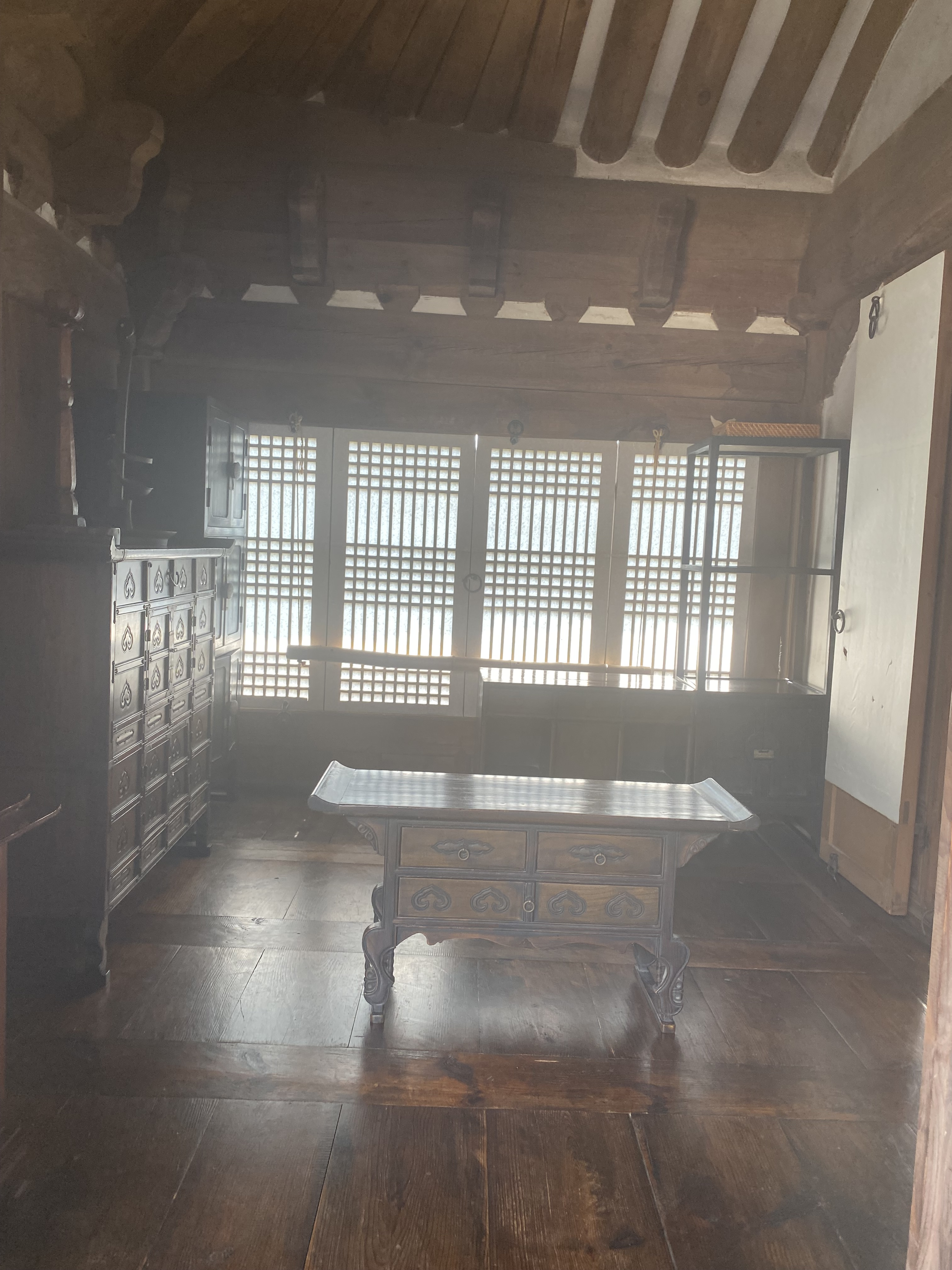
옥인동윤씨가옥의 사진
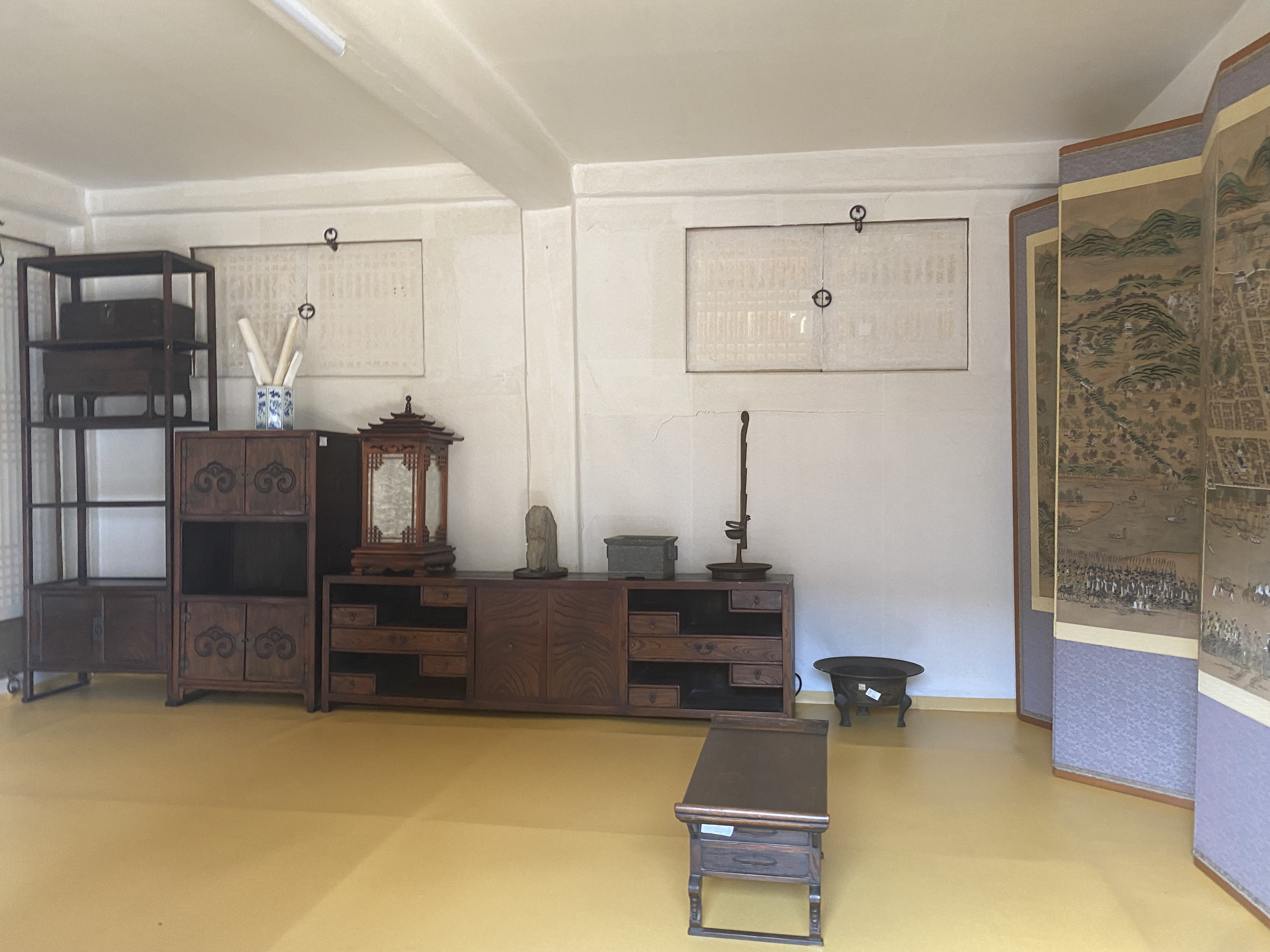
옥인동윤씨가옥의 사진
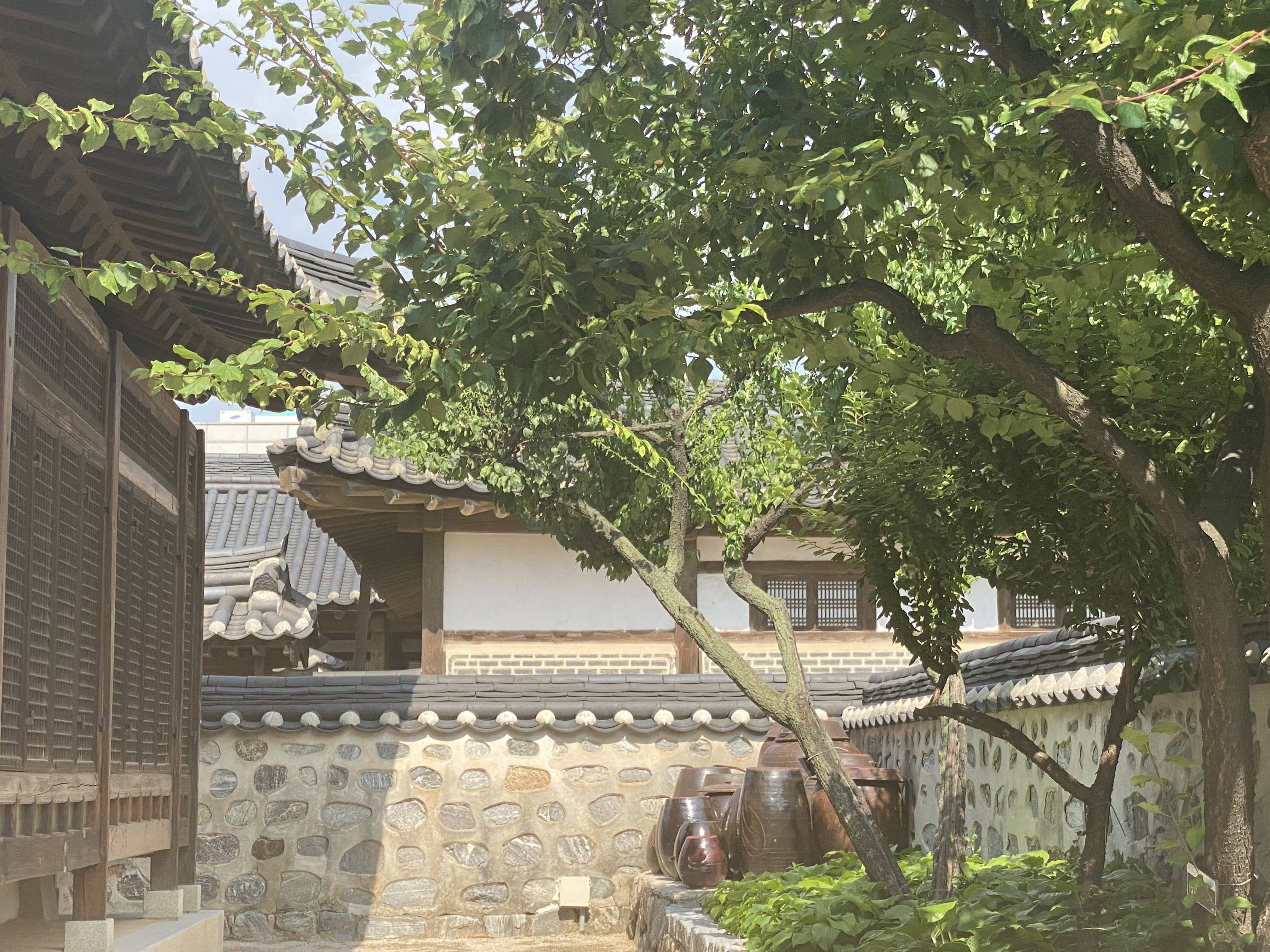
옥인동윤씨가옥의 사진
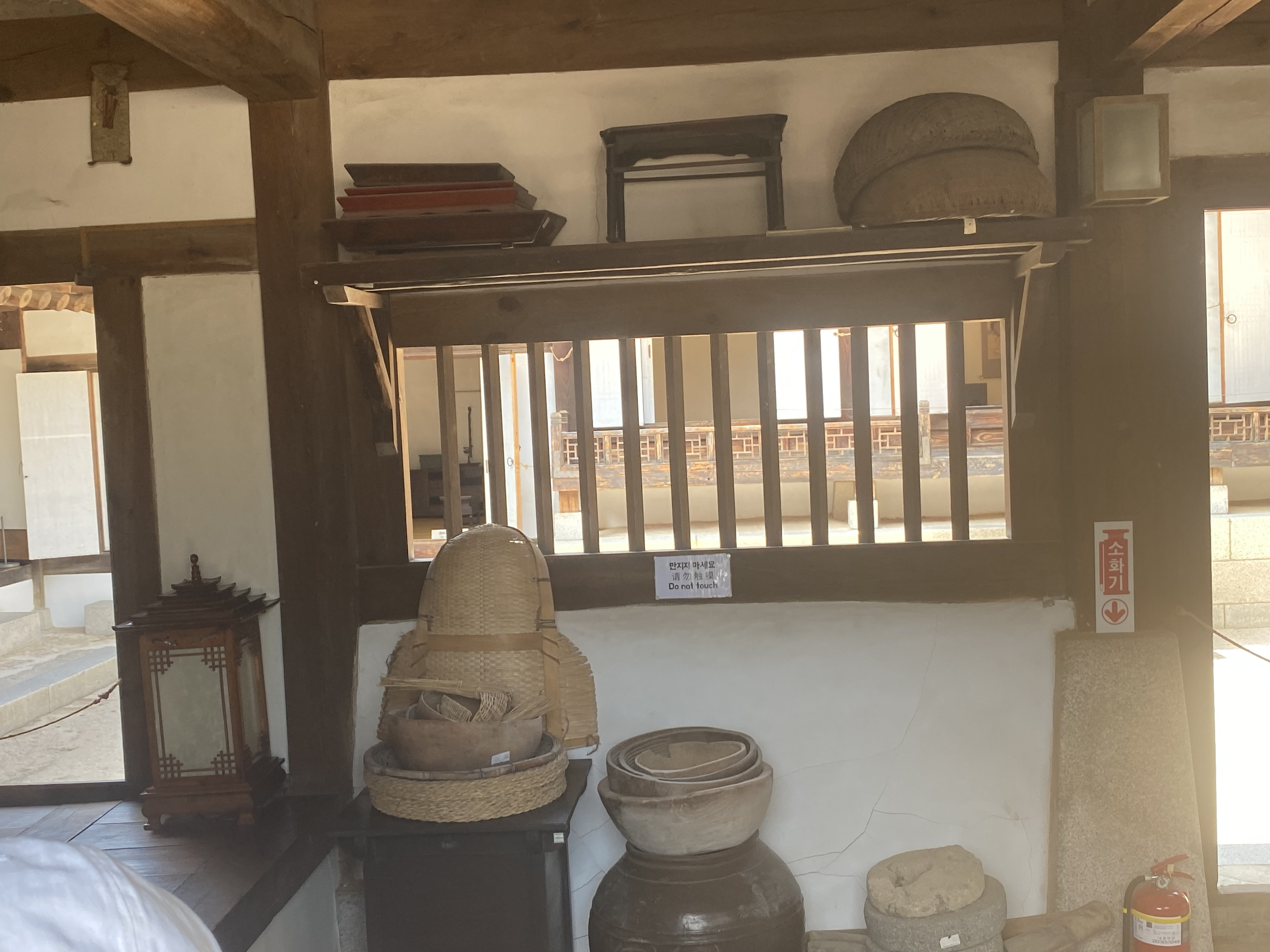
옥인동윤씨가옥의 사진
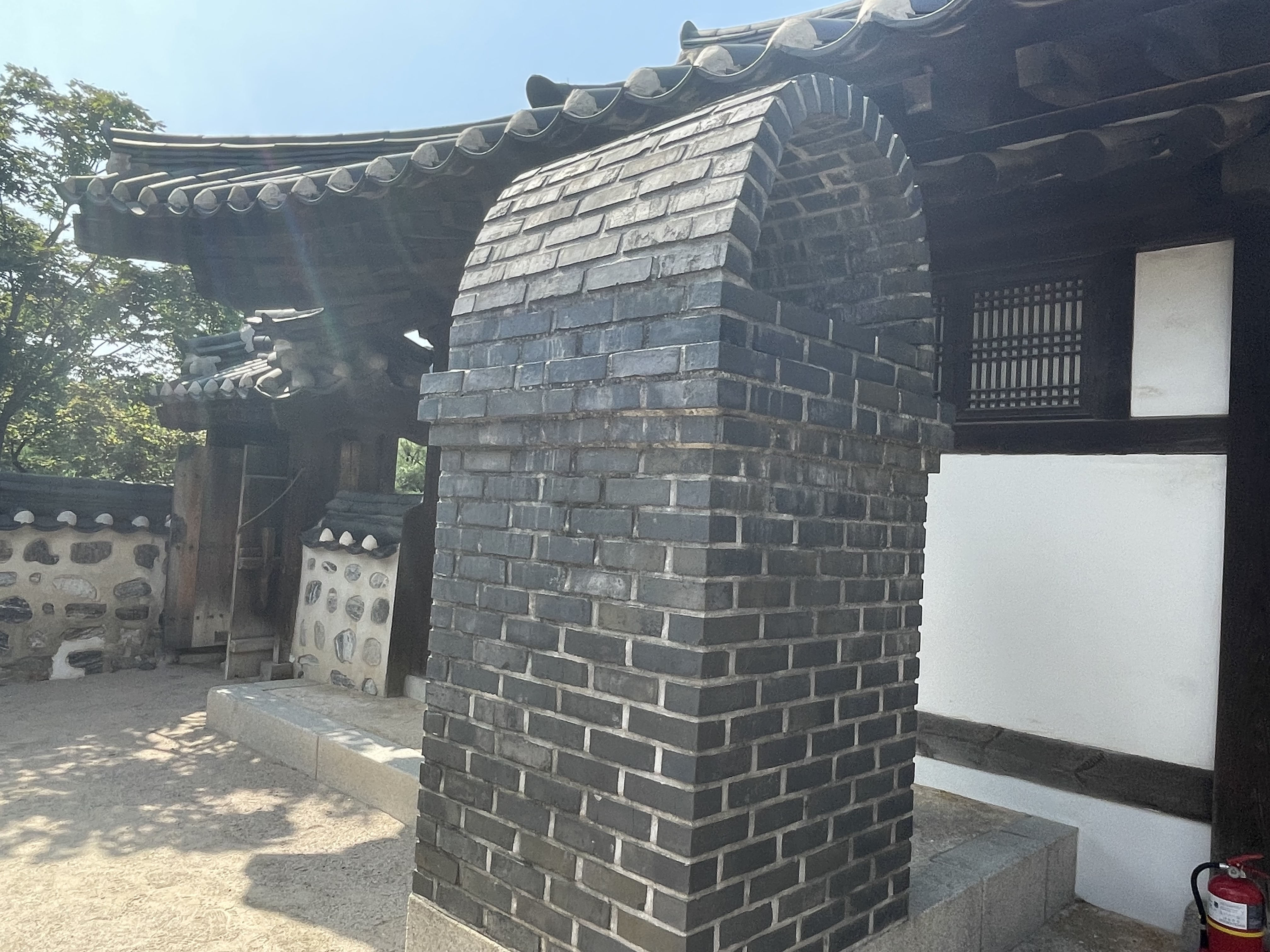
남산골 한옥마을 옥인동윤씨가옥 사진
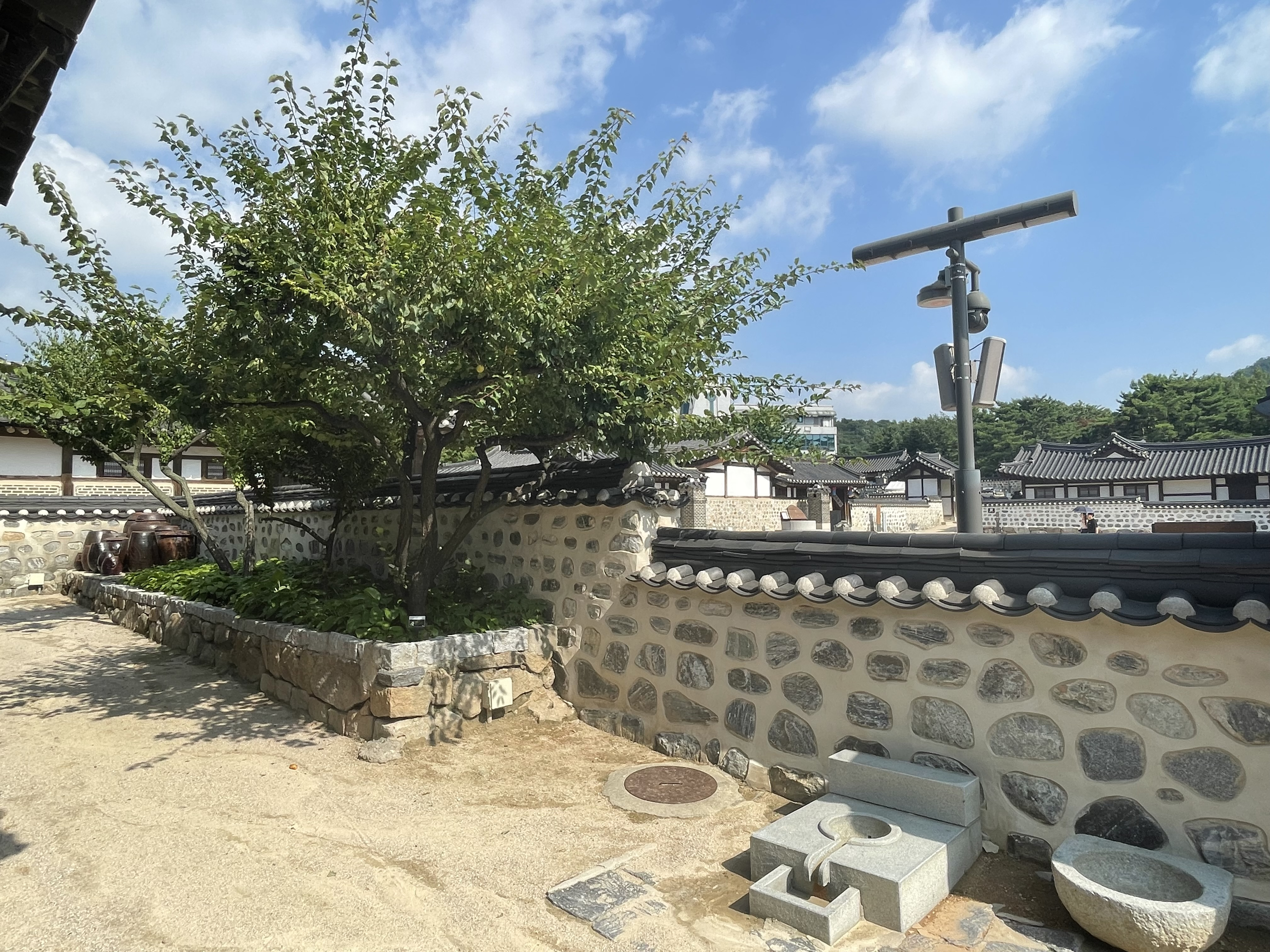
남산골 한옥마을 옥인동윤씨가옥 사진
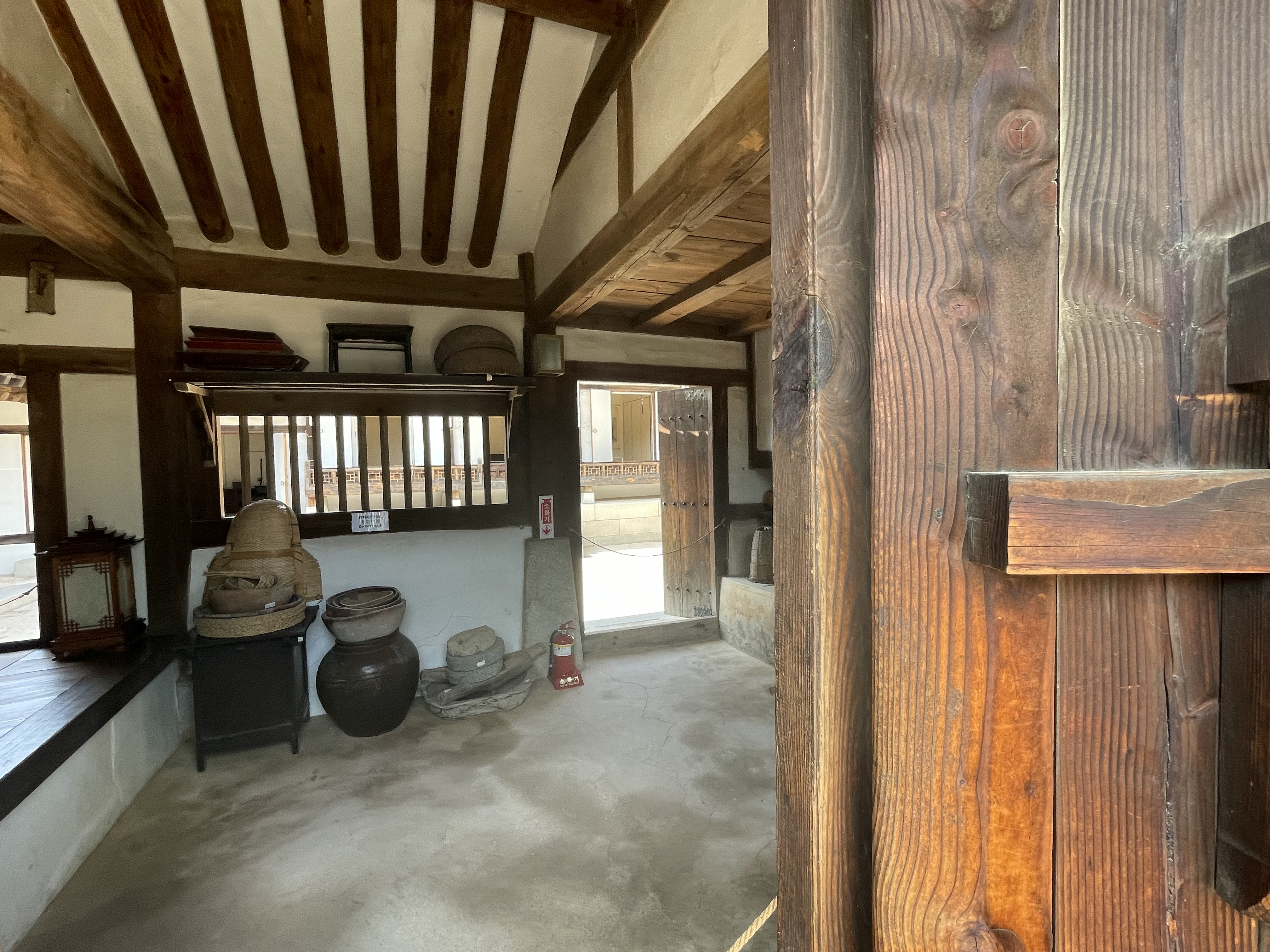
남산골 한옥마을 옥인동윤씨가옥 사진
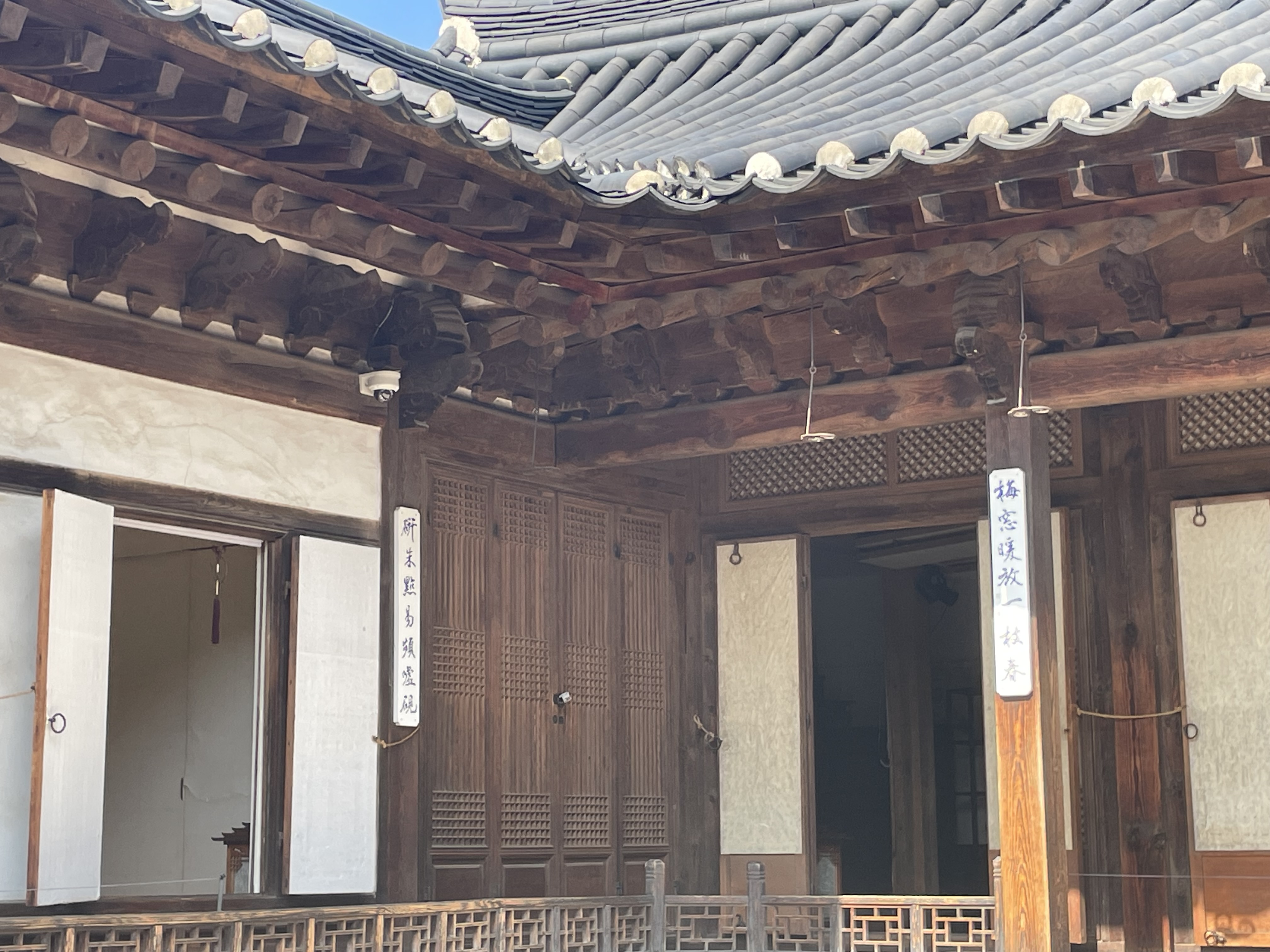
남산골 한옥마을 옥인동윤씨가옥 사진
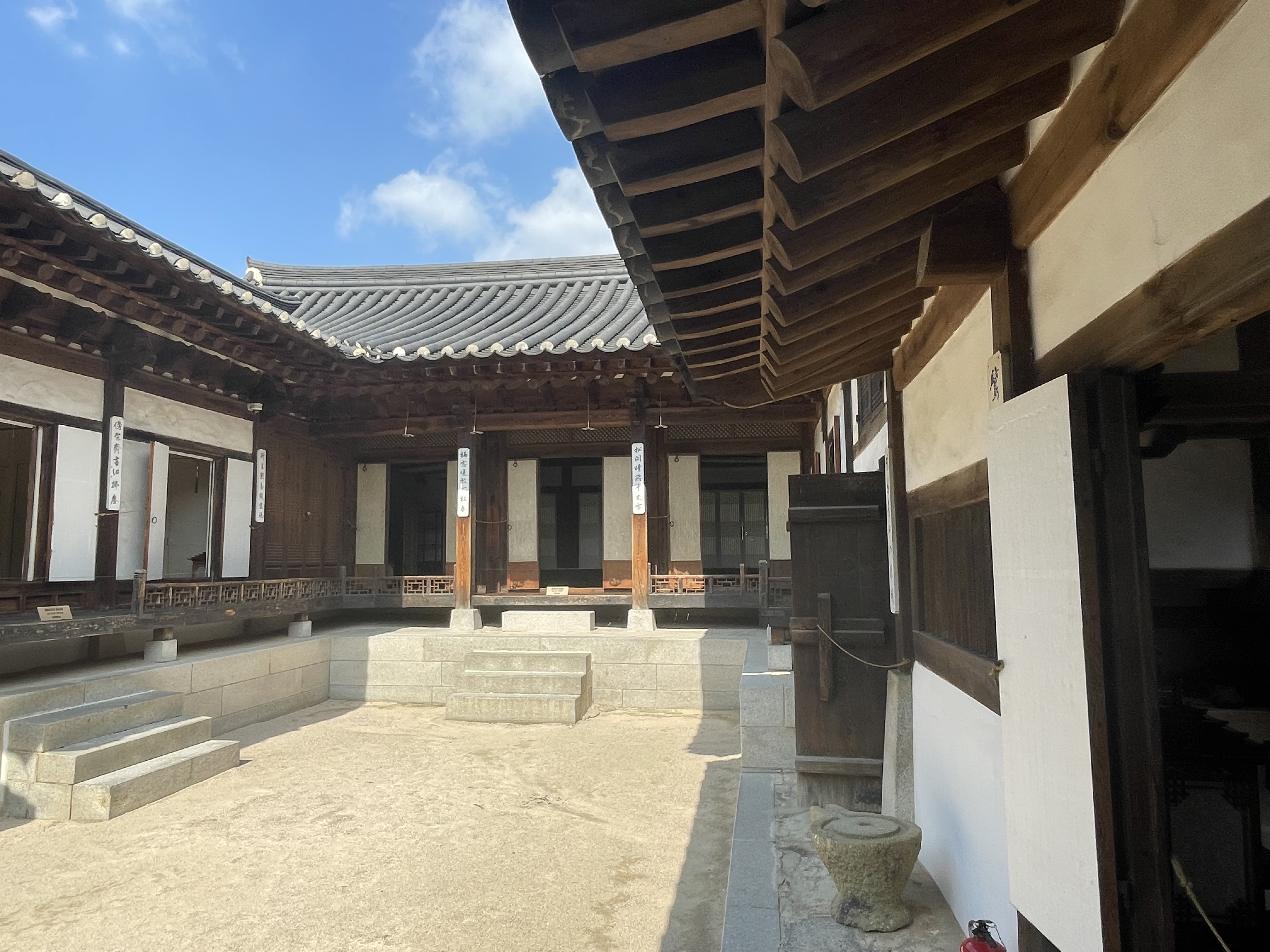
남산골 한옥마을 옥인동윤씨가옥 사진
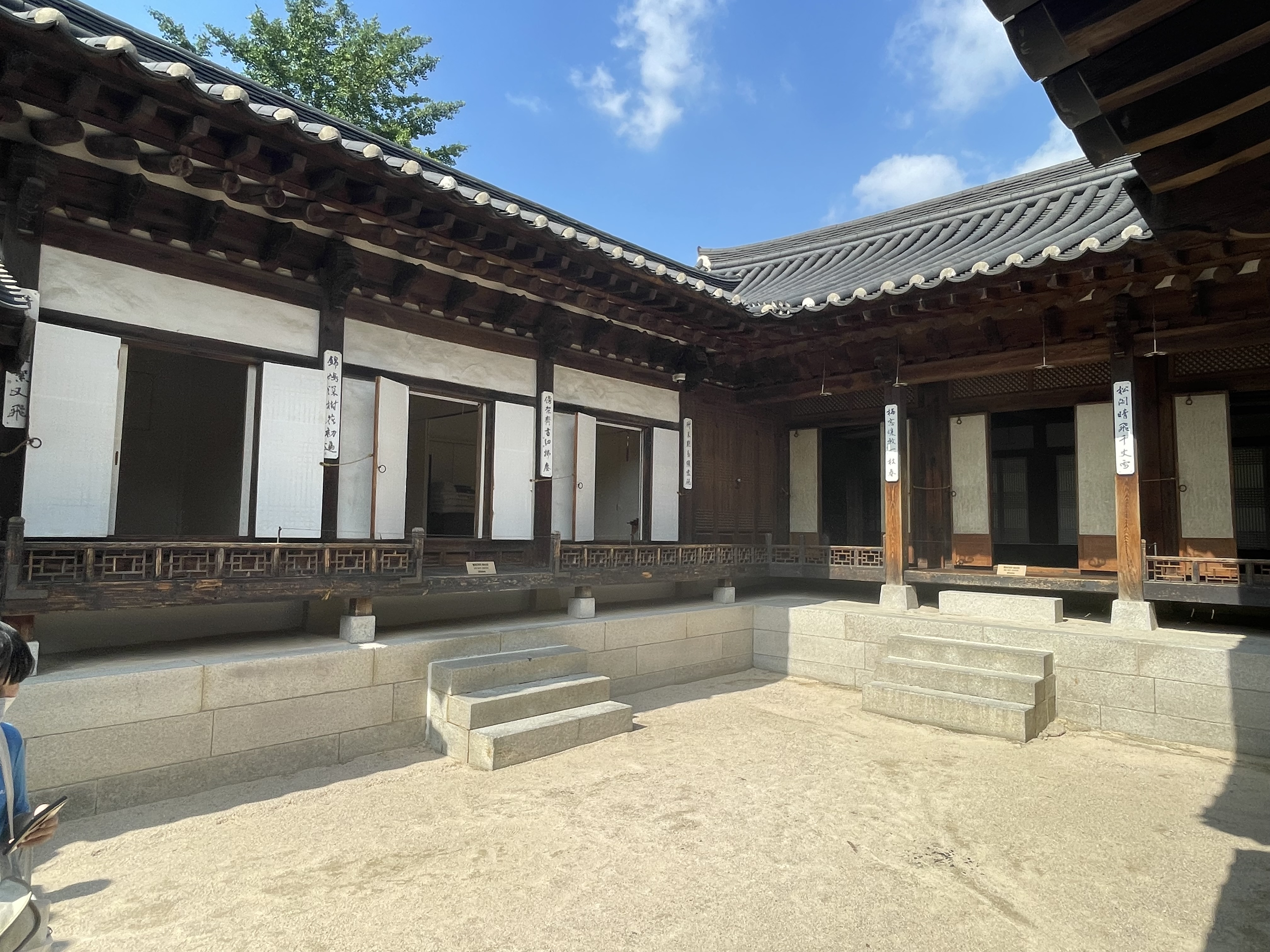
남산골 한옥마을 옥인동윤씨가옥 사진
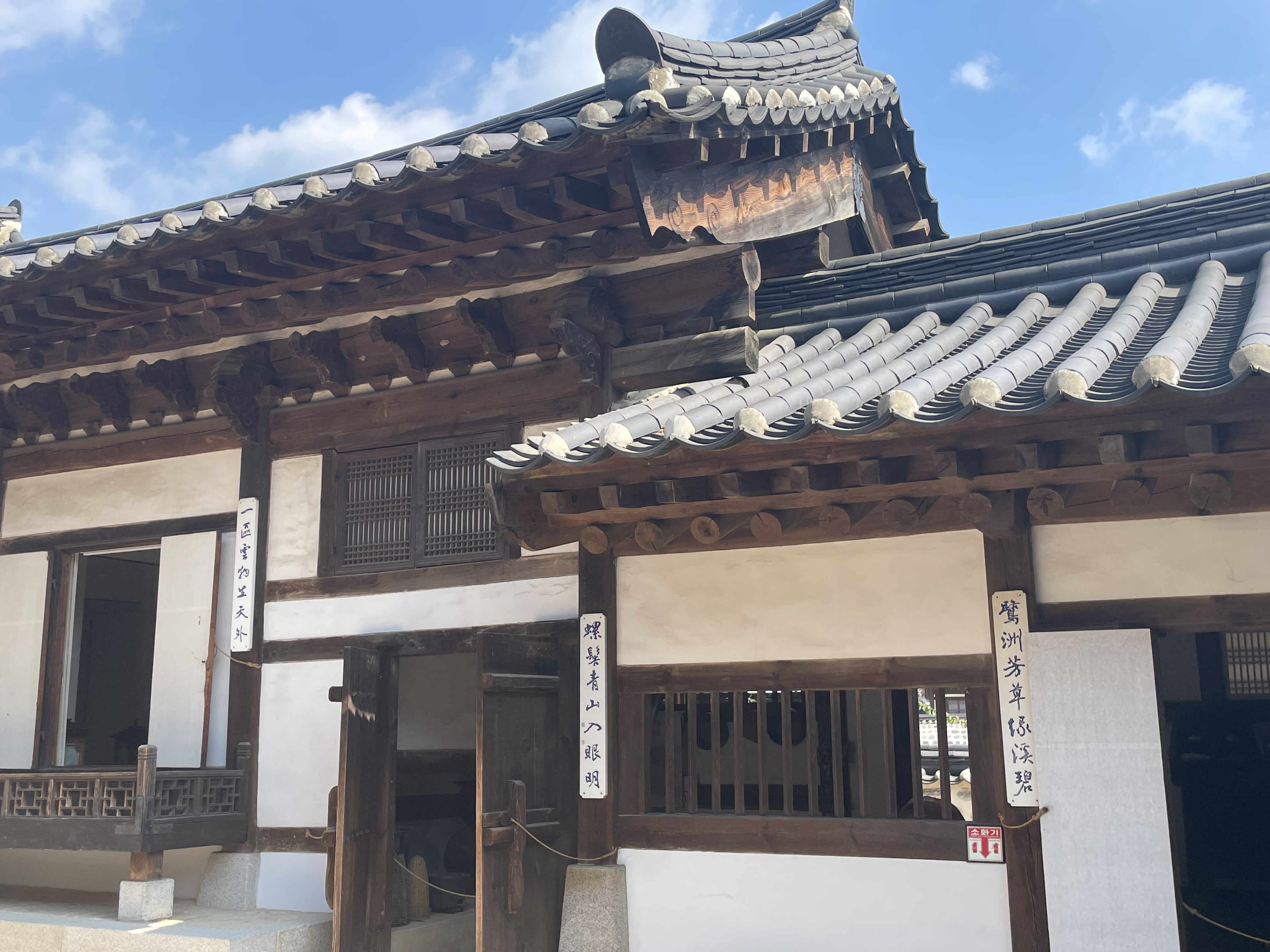
남산골 한옥마을 옥인동윤씨가옥 사진
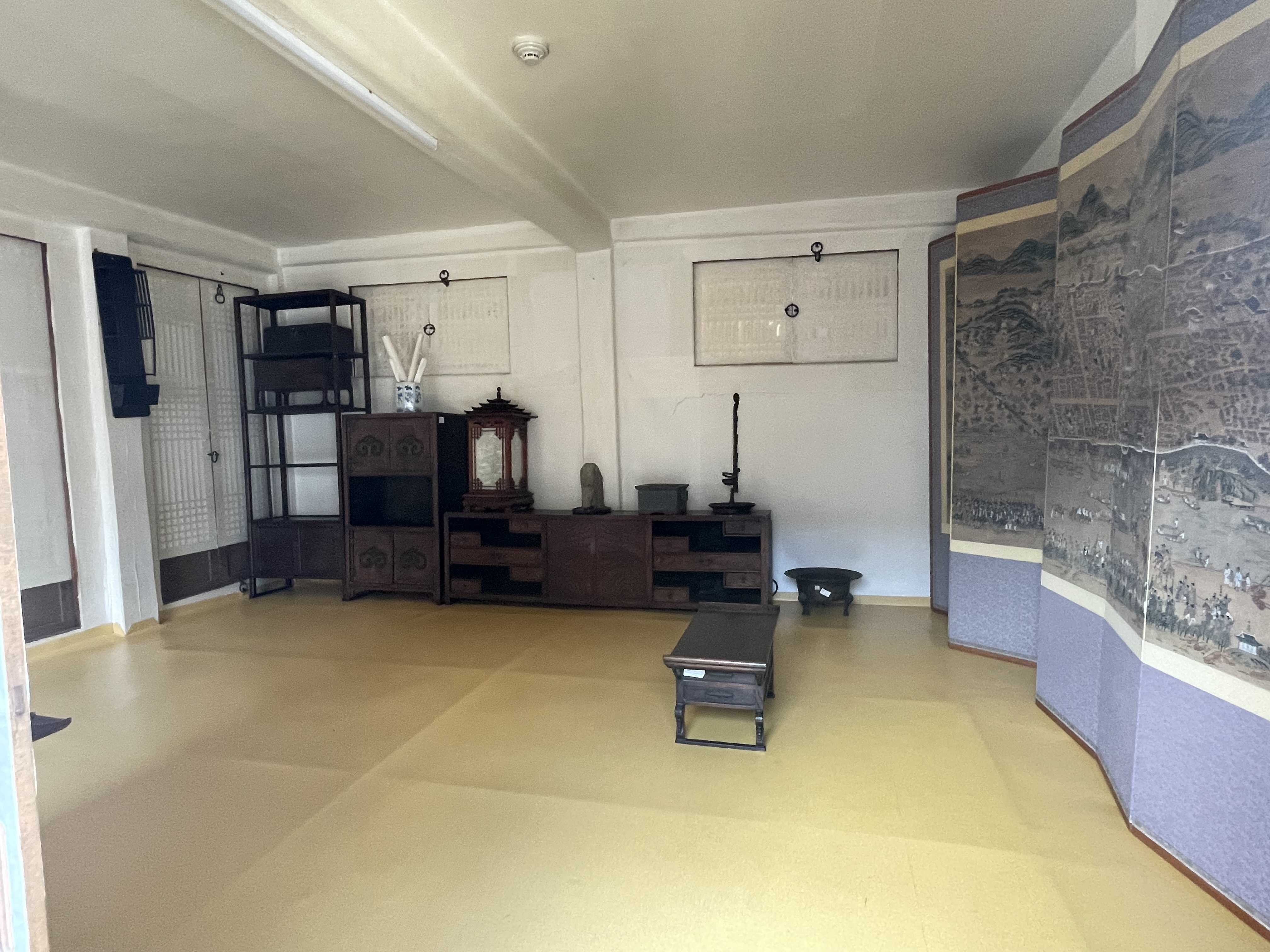
남산골 한옥마을 옥인동윤씨가옥 사진
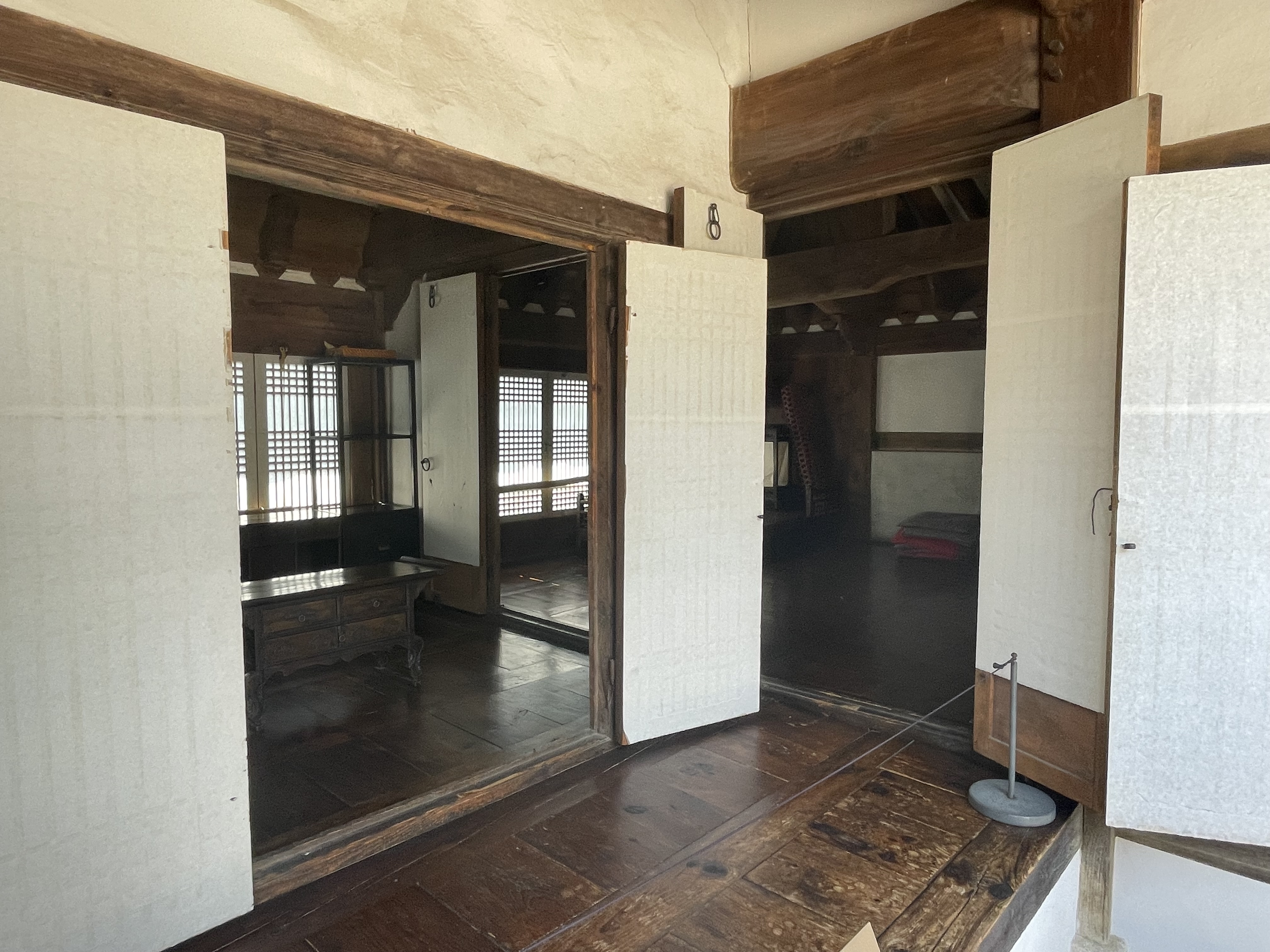
남산골 한옥마을 옥인동윤씨가옥 사진
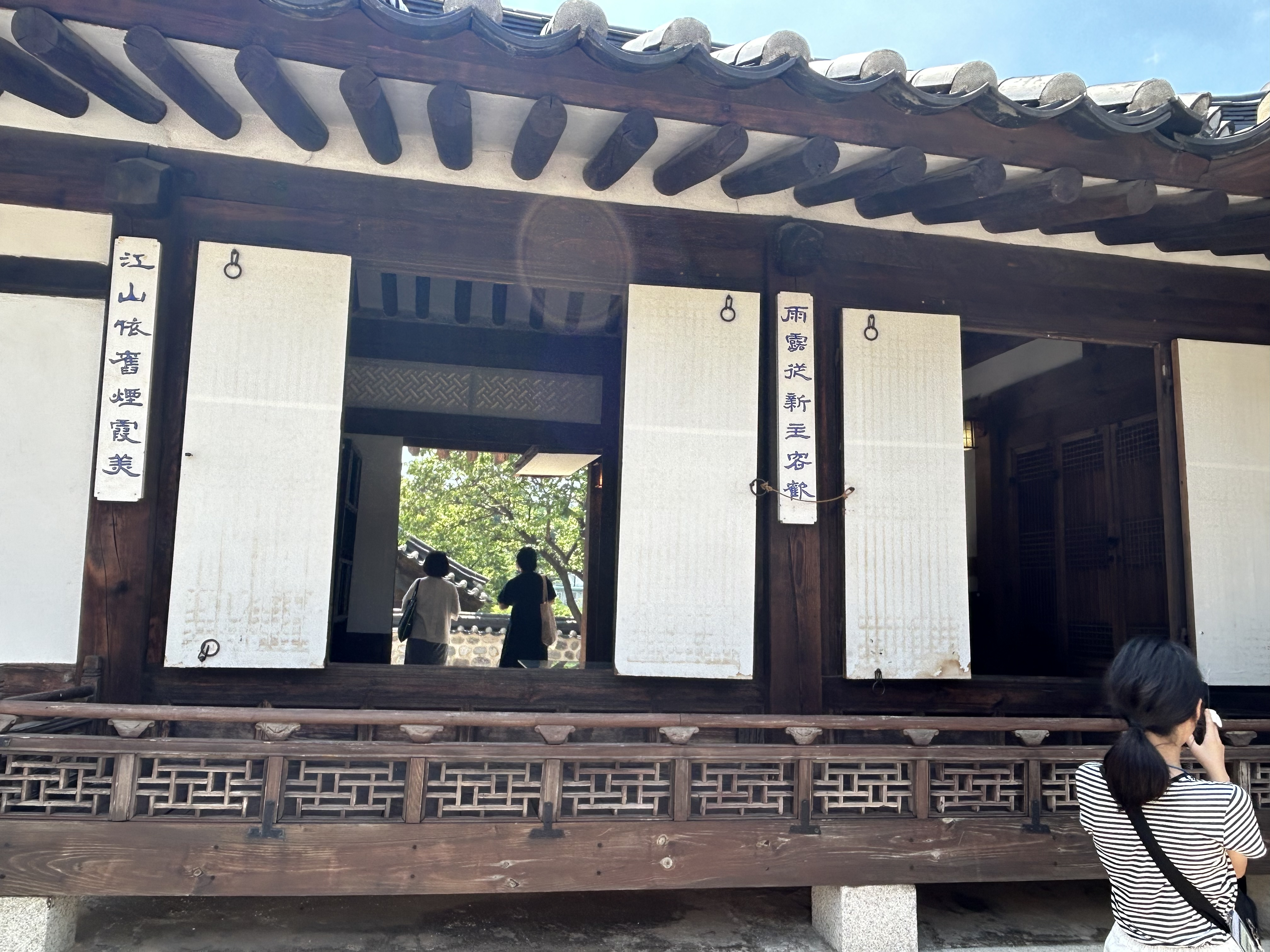
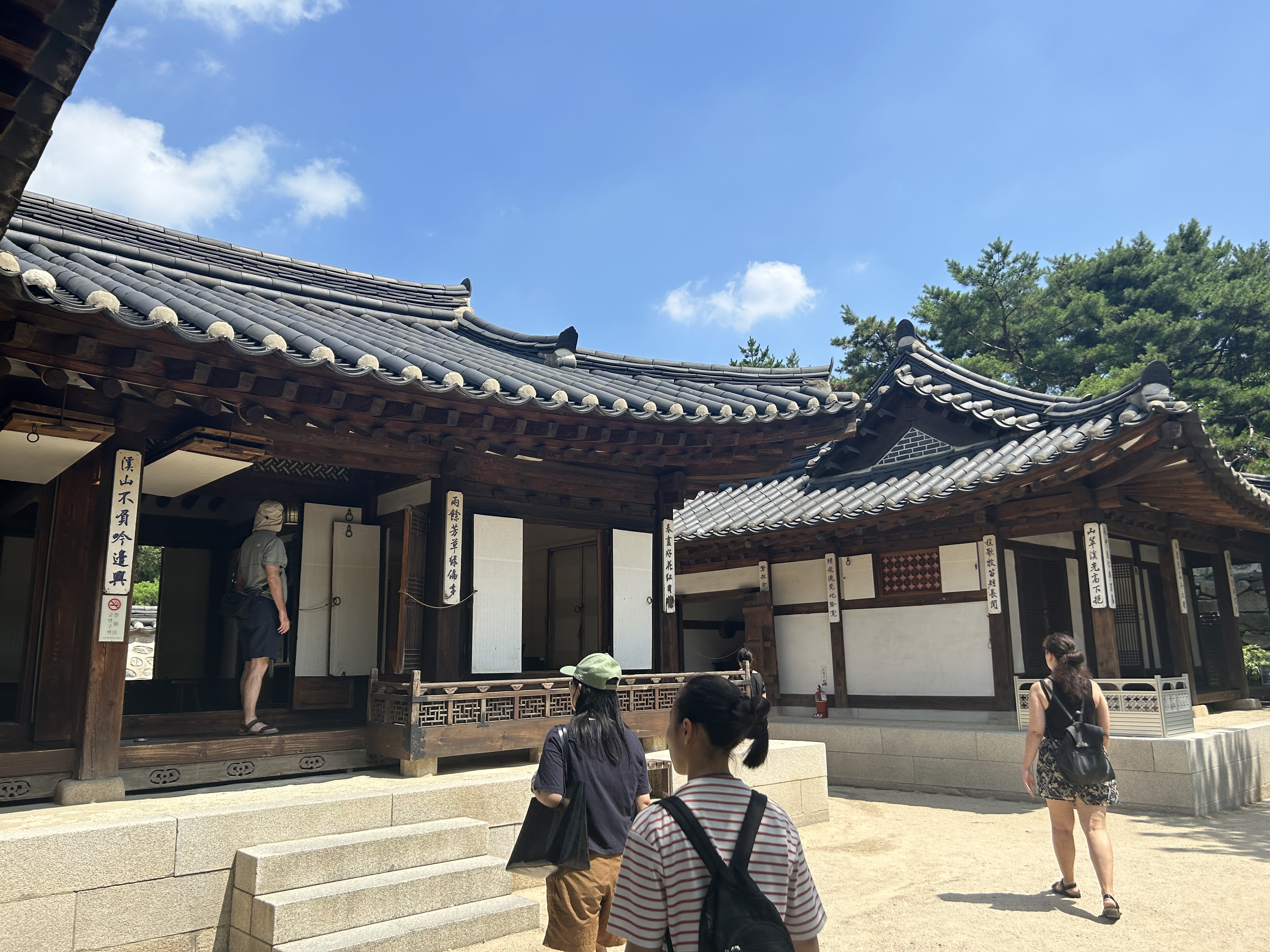
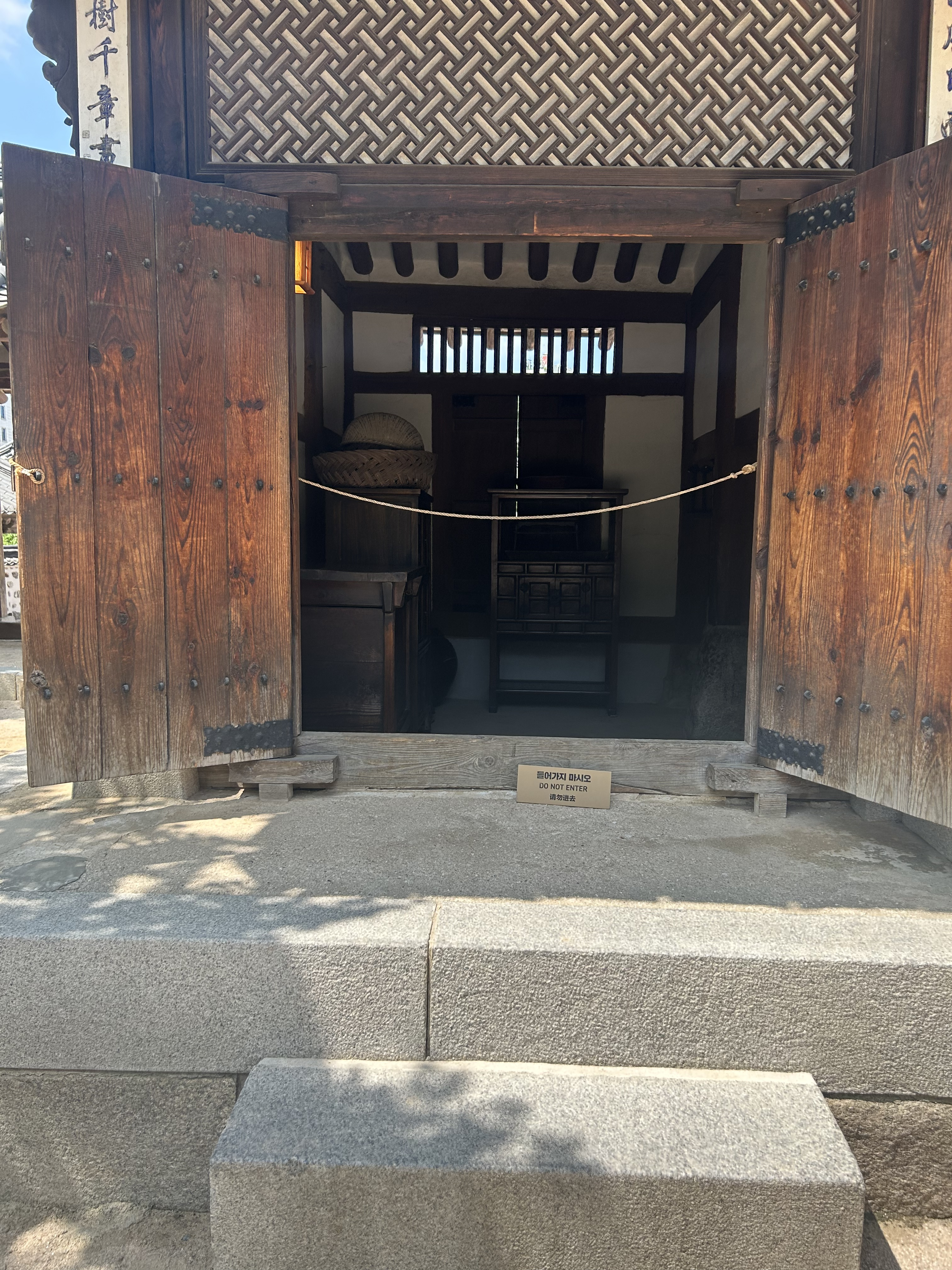
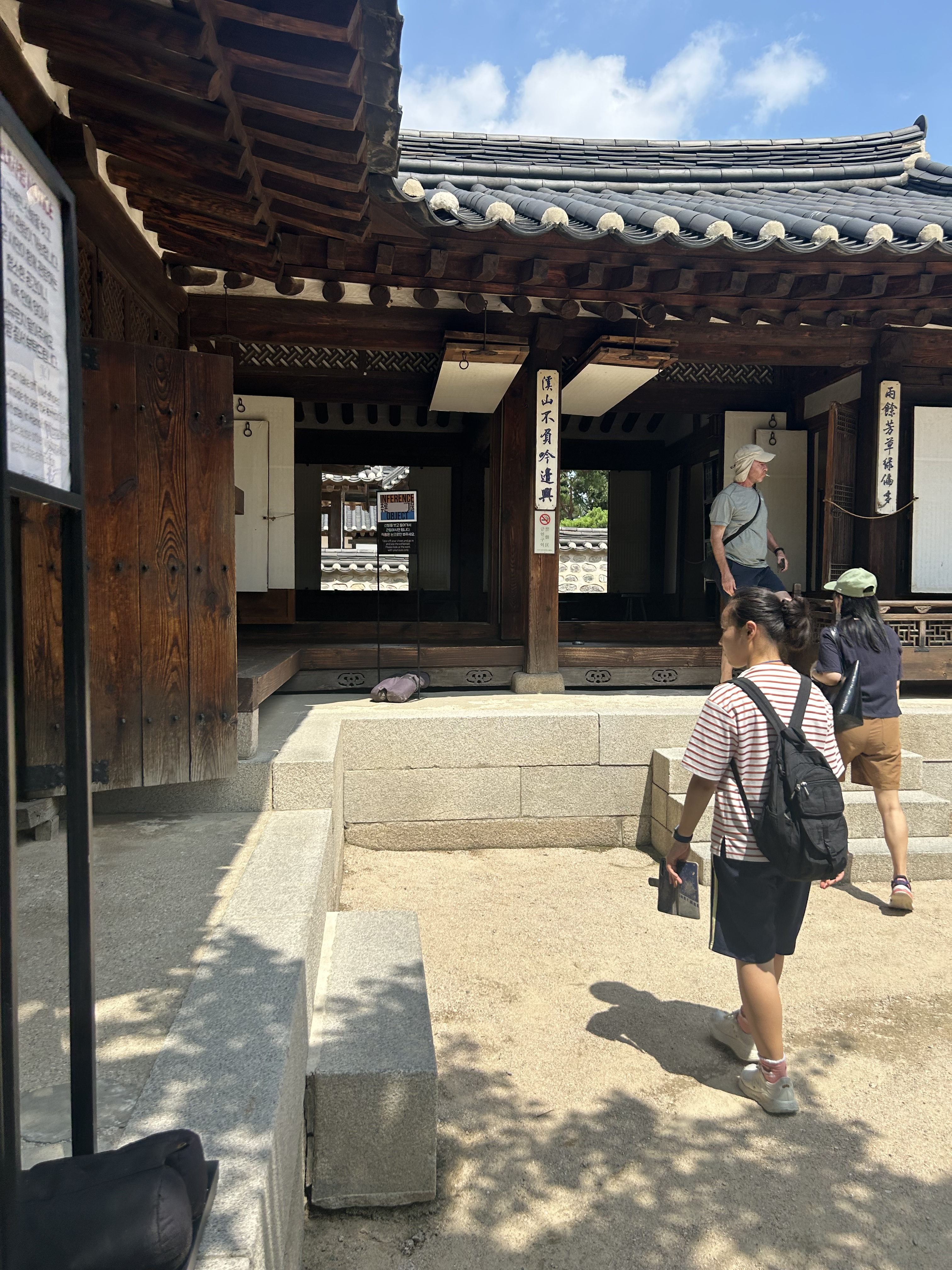
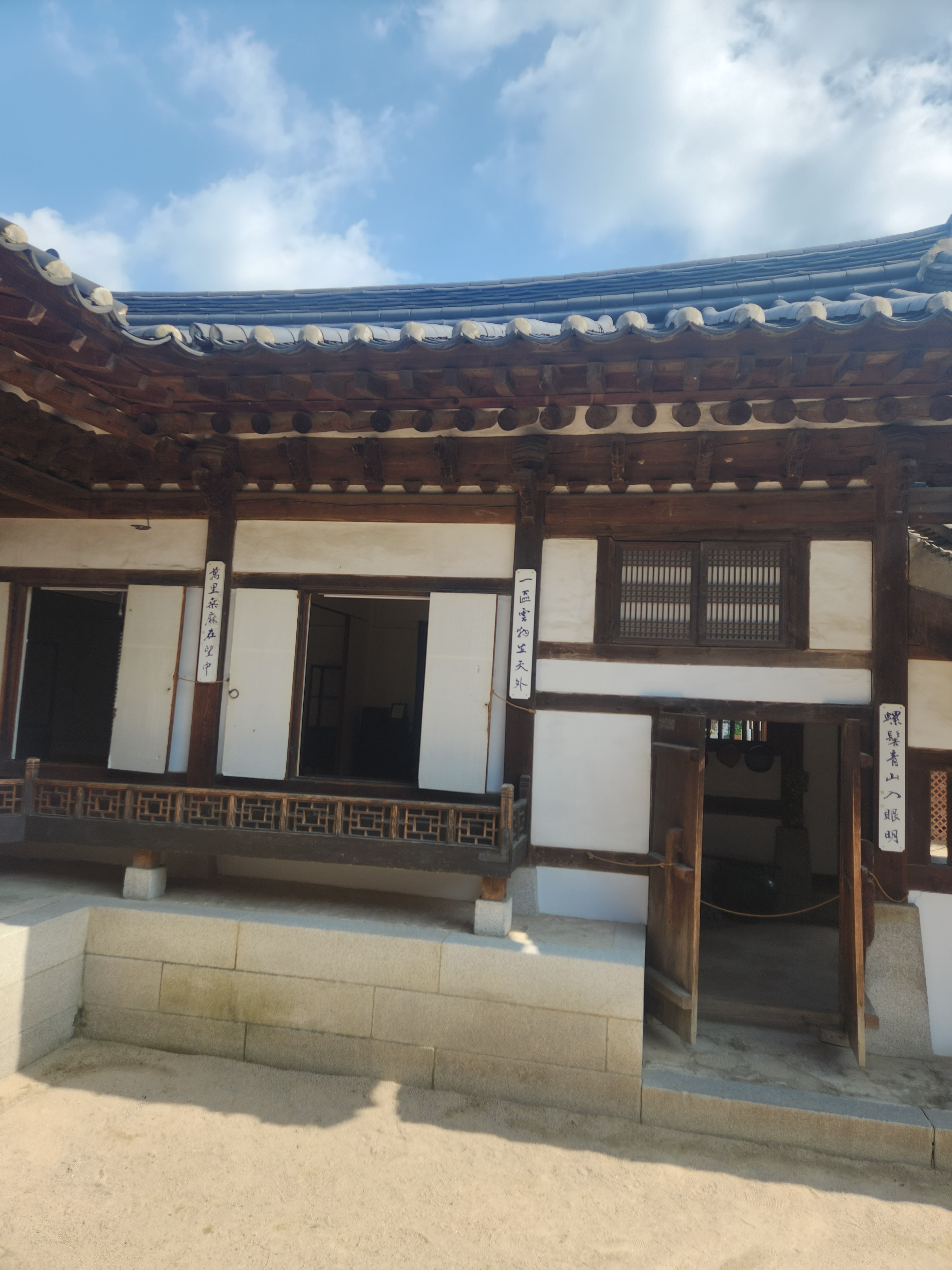
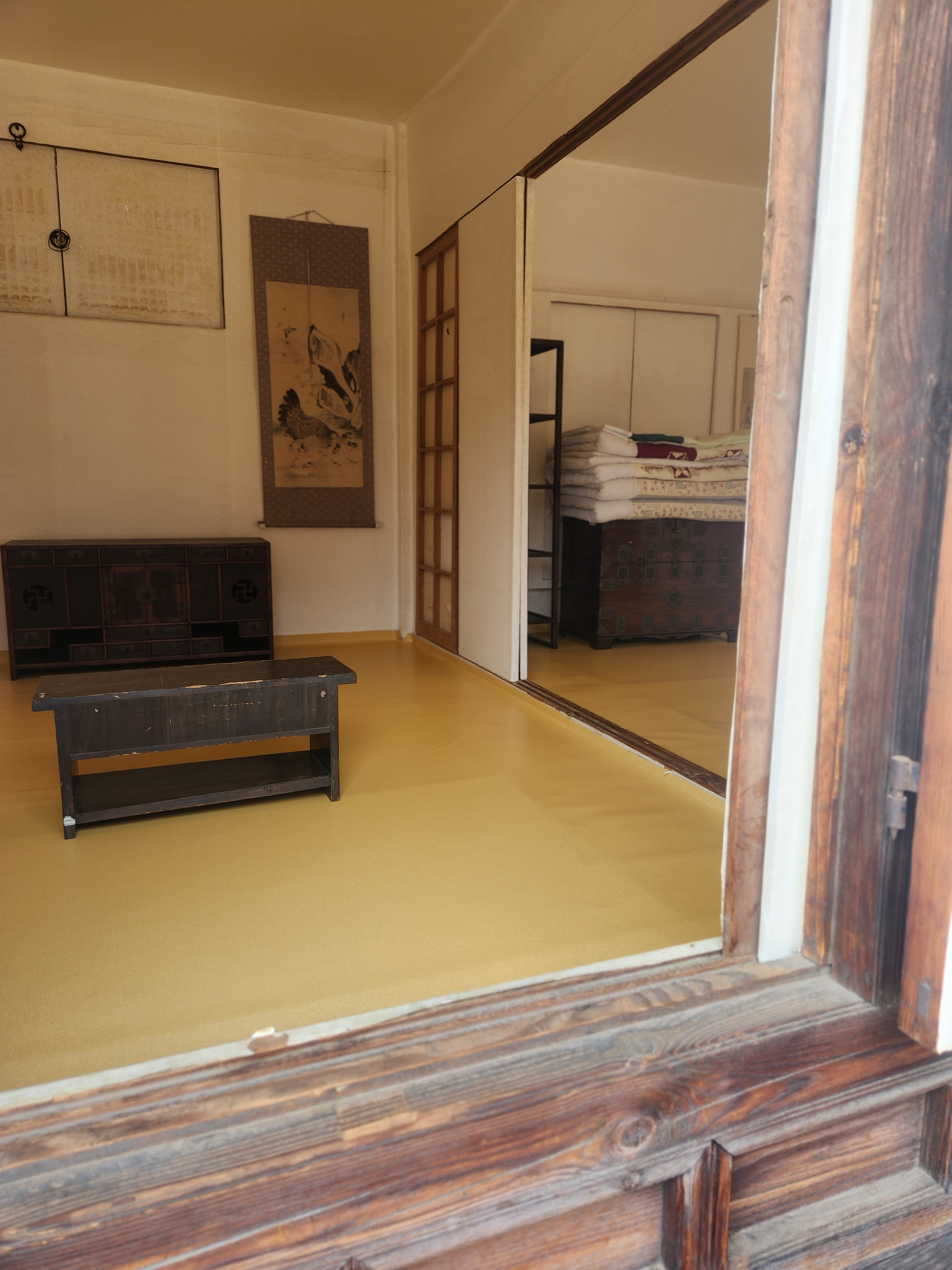
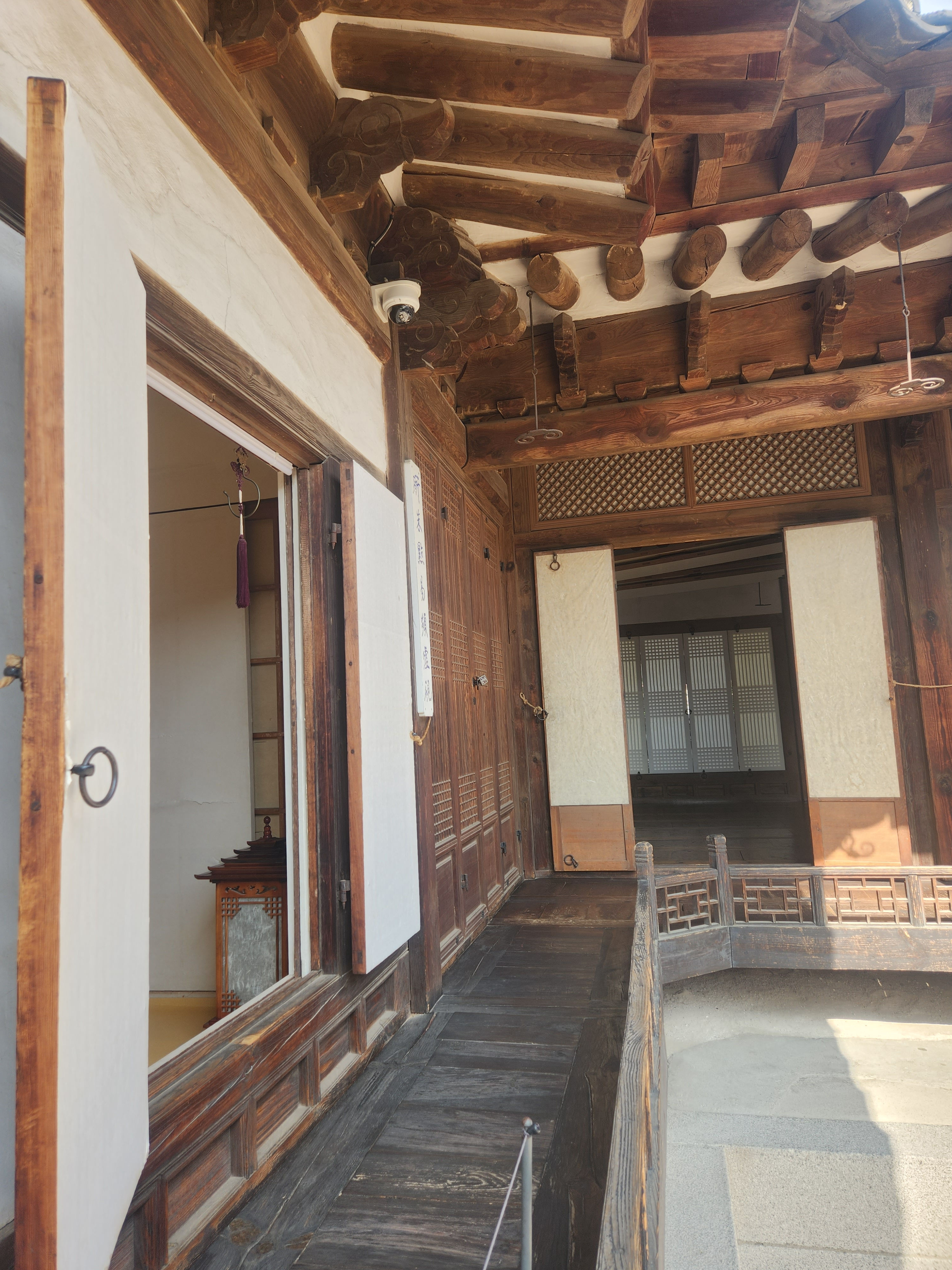
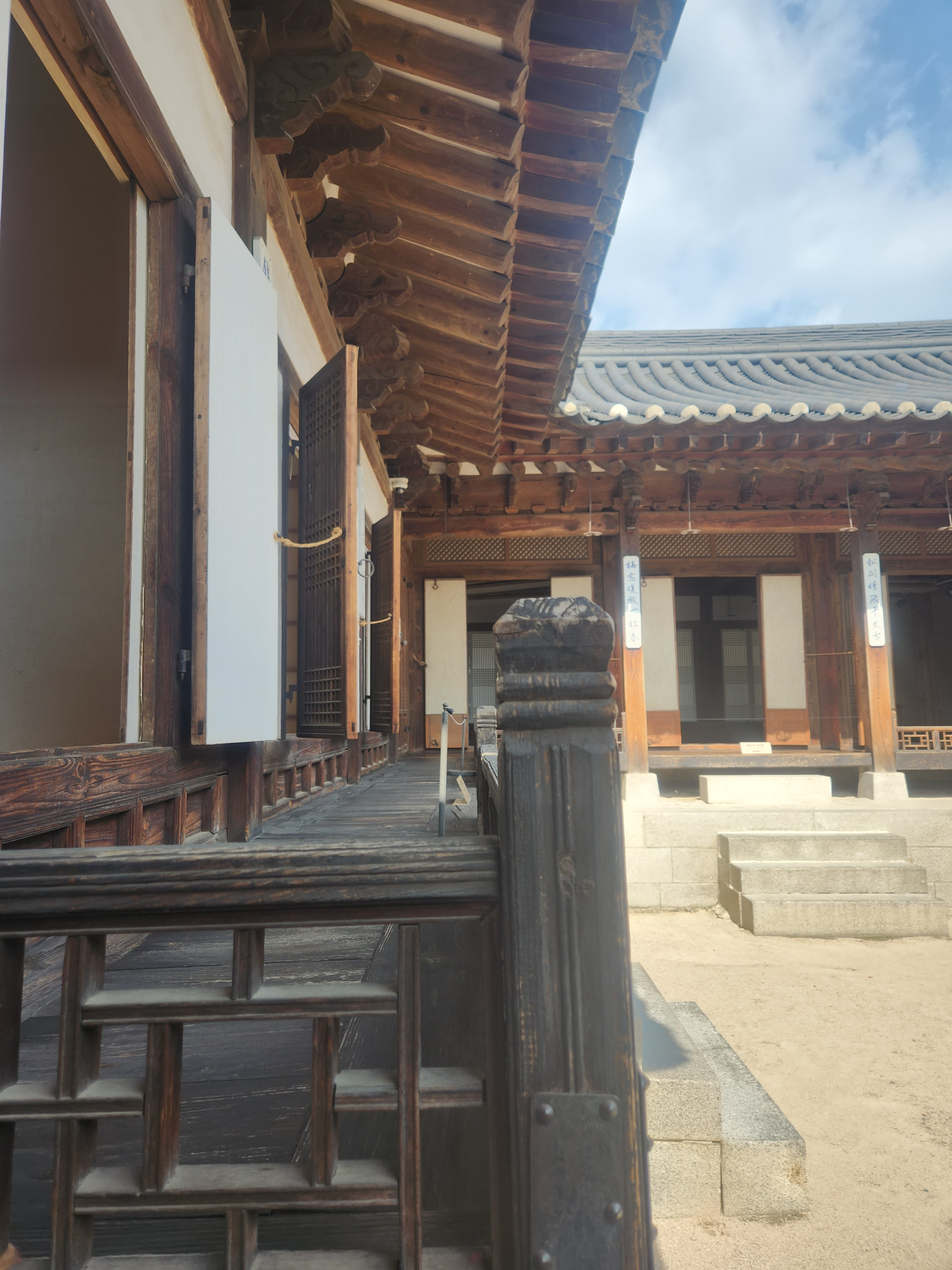
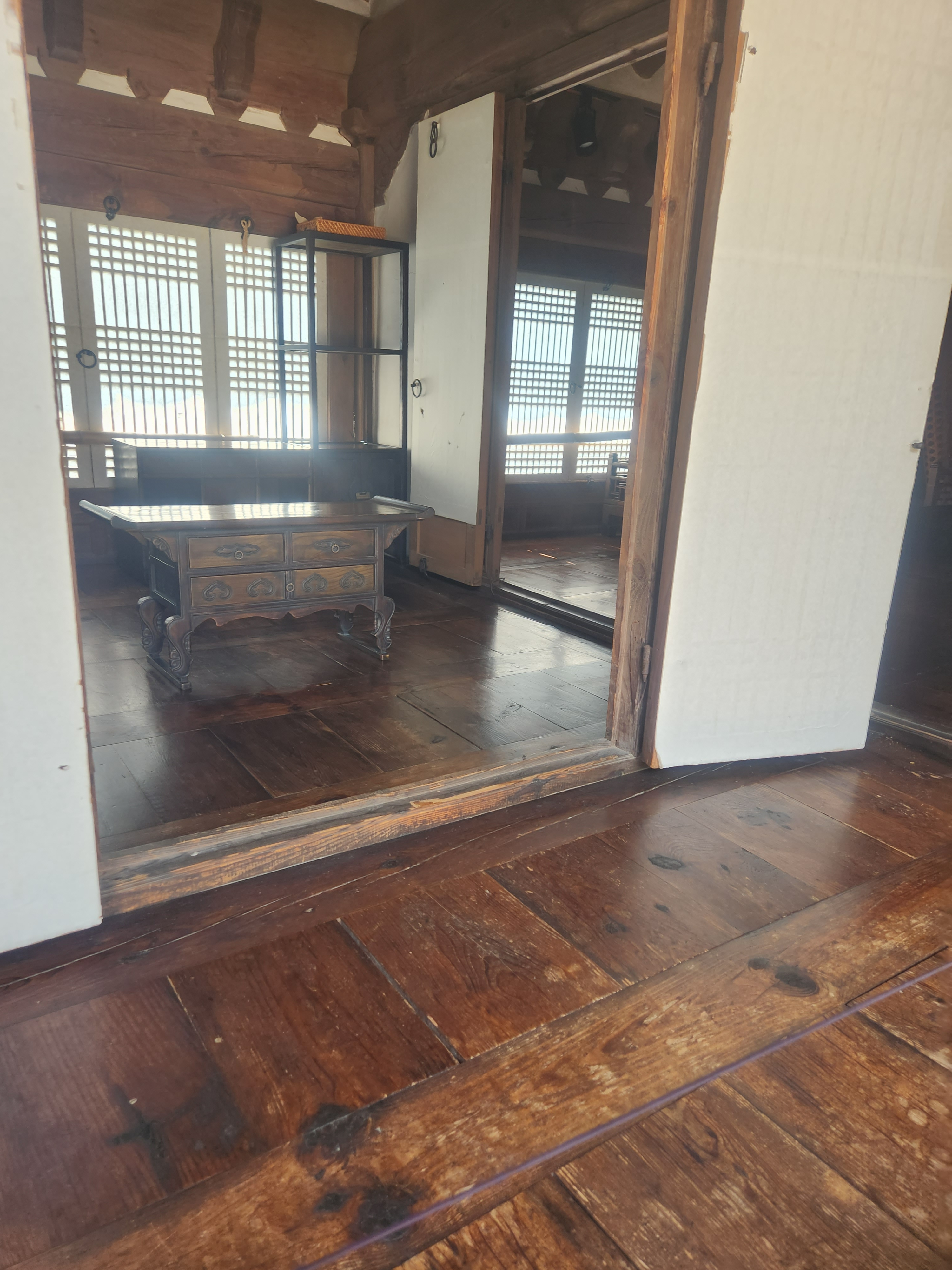
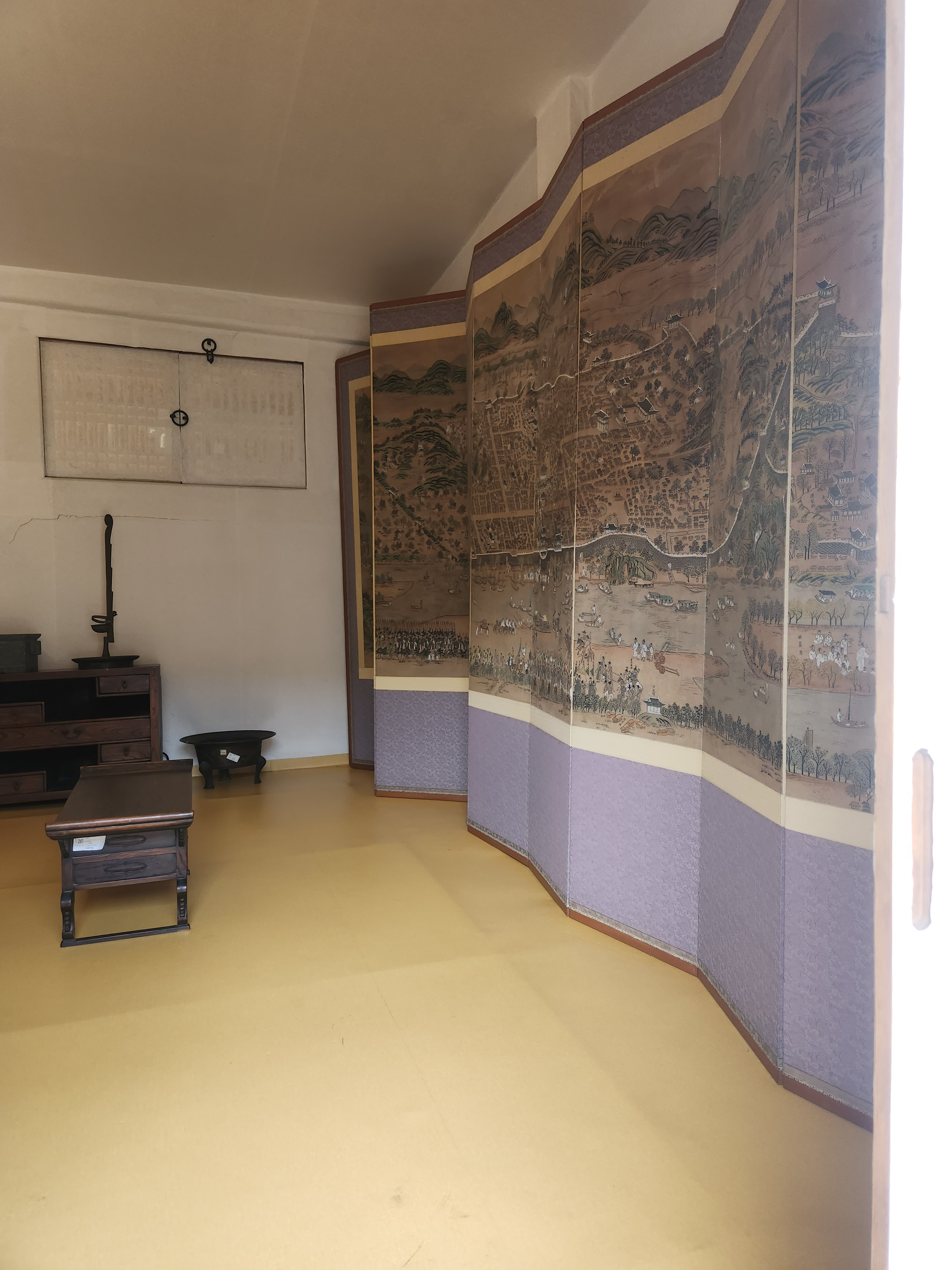
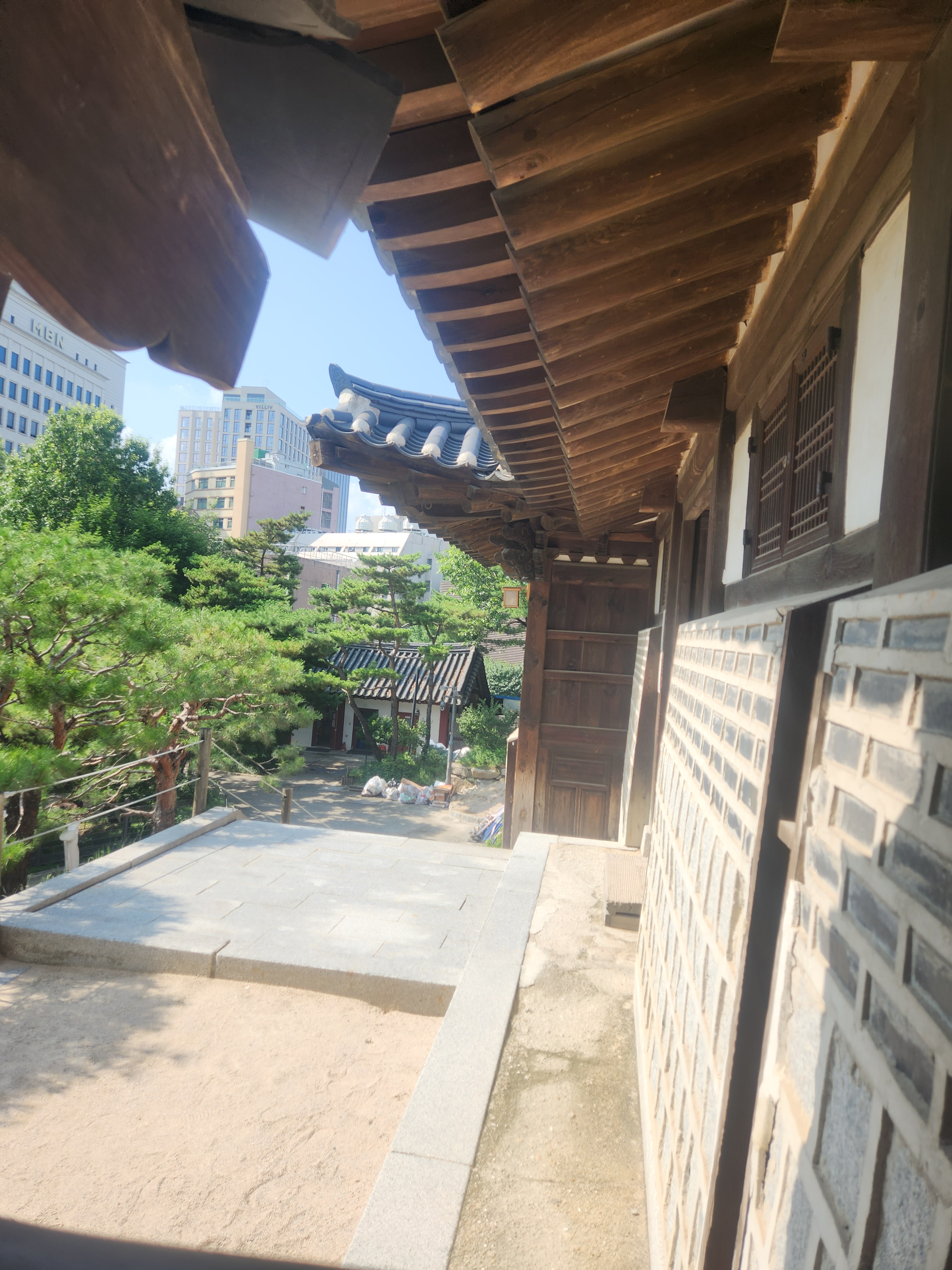
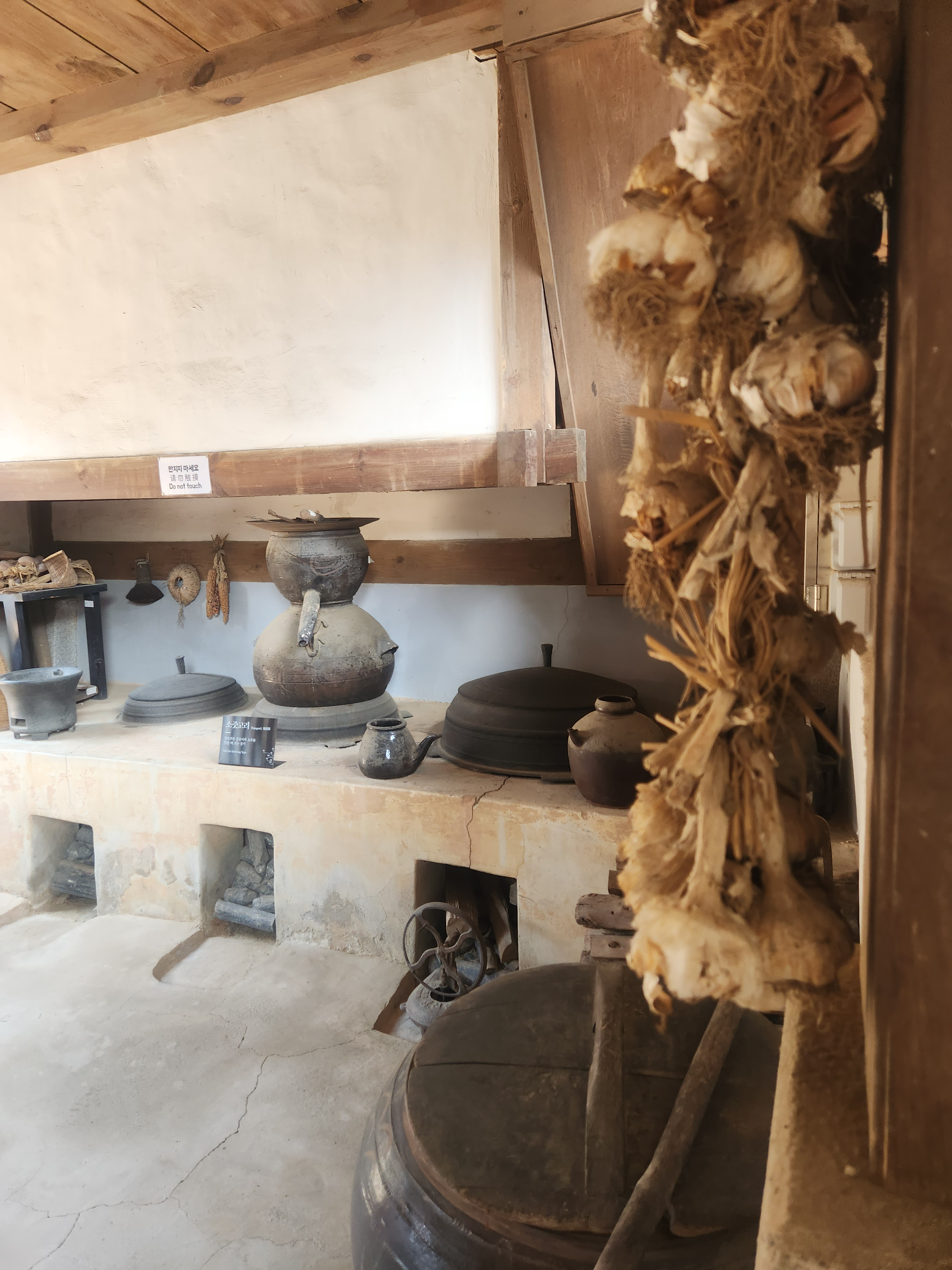
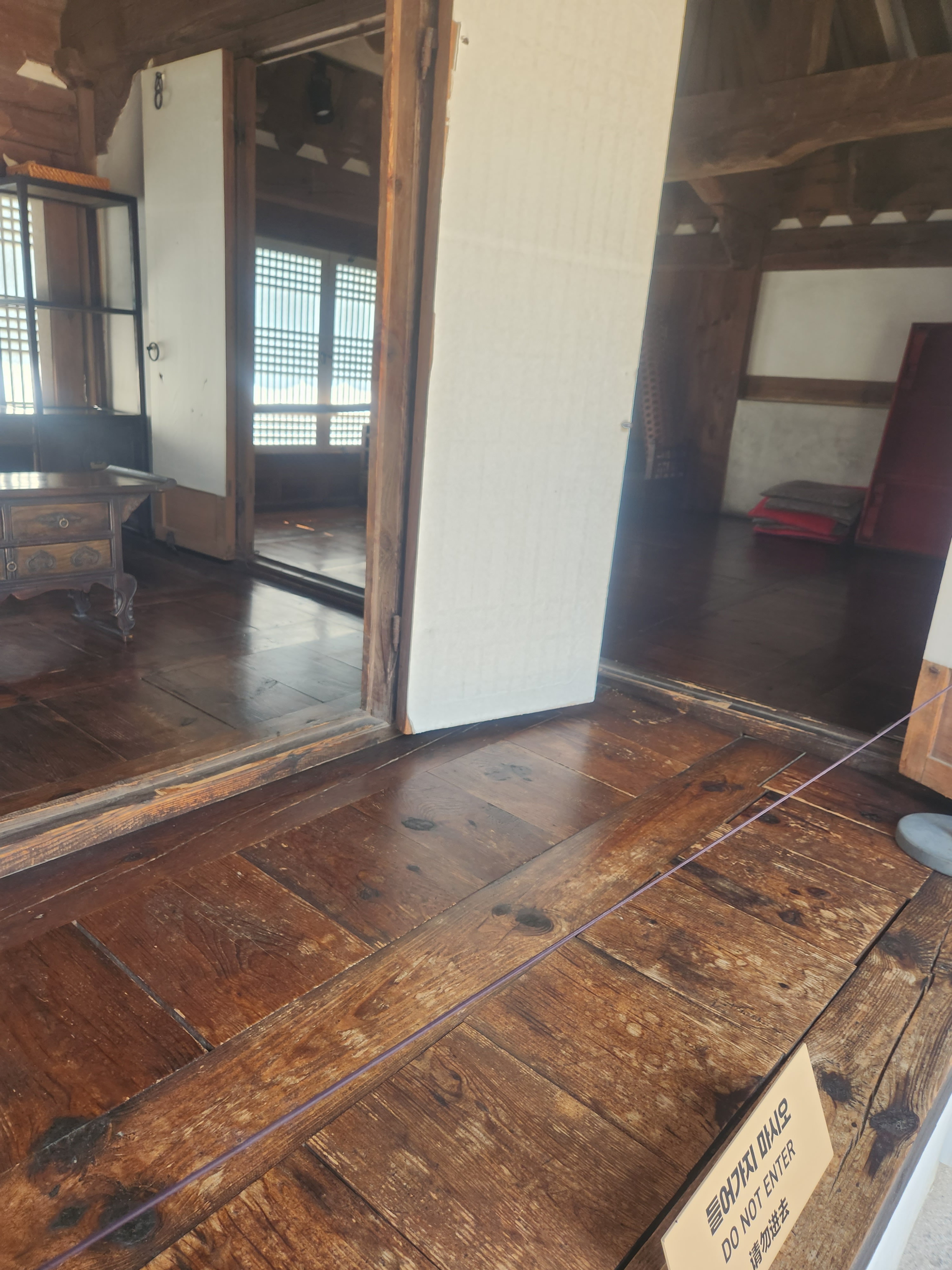
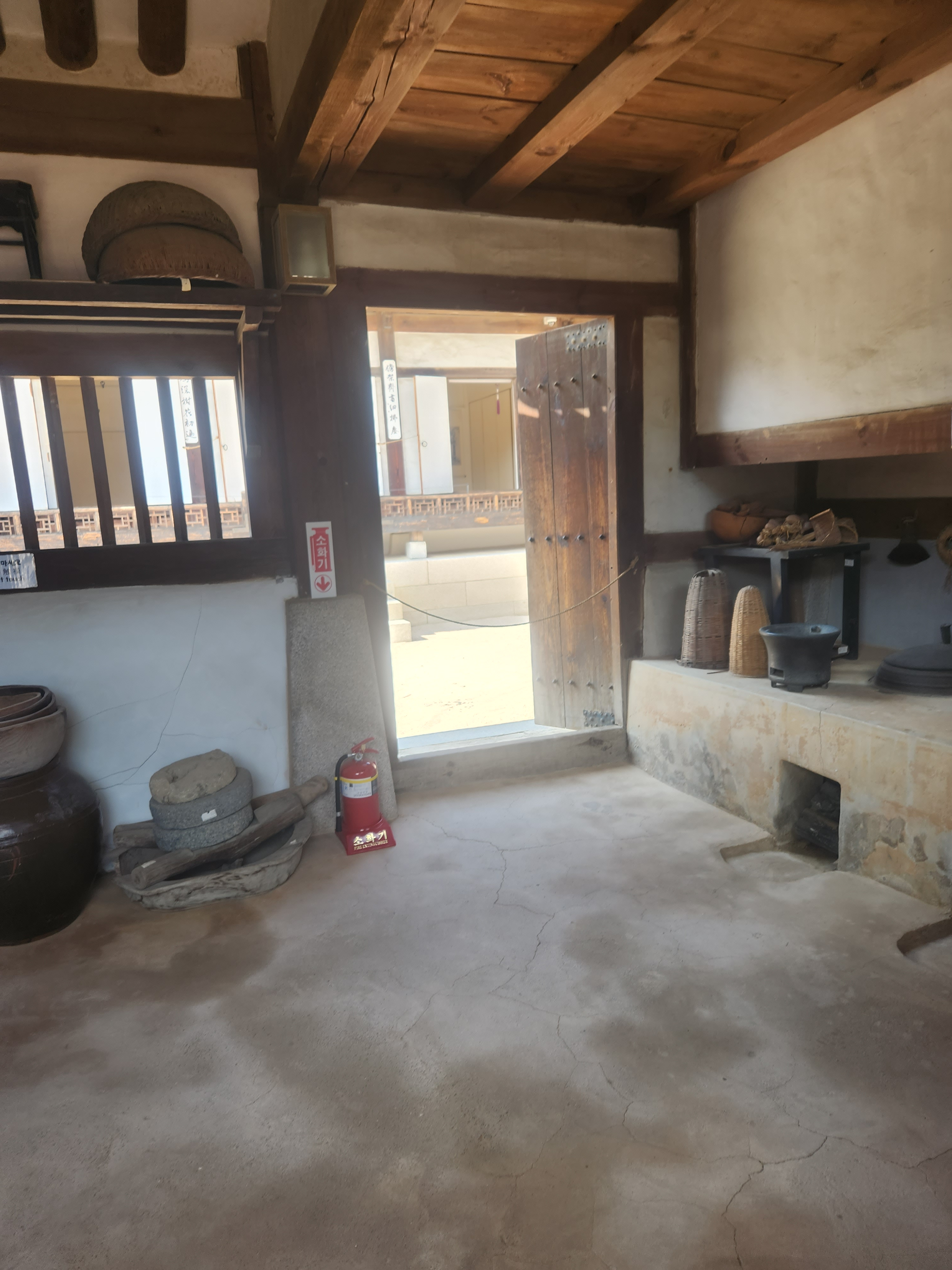
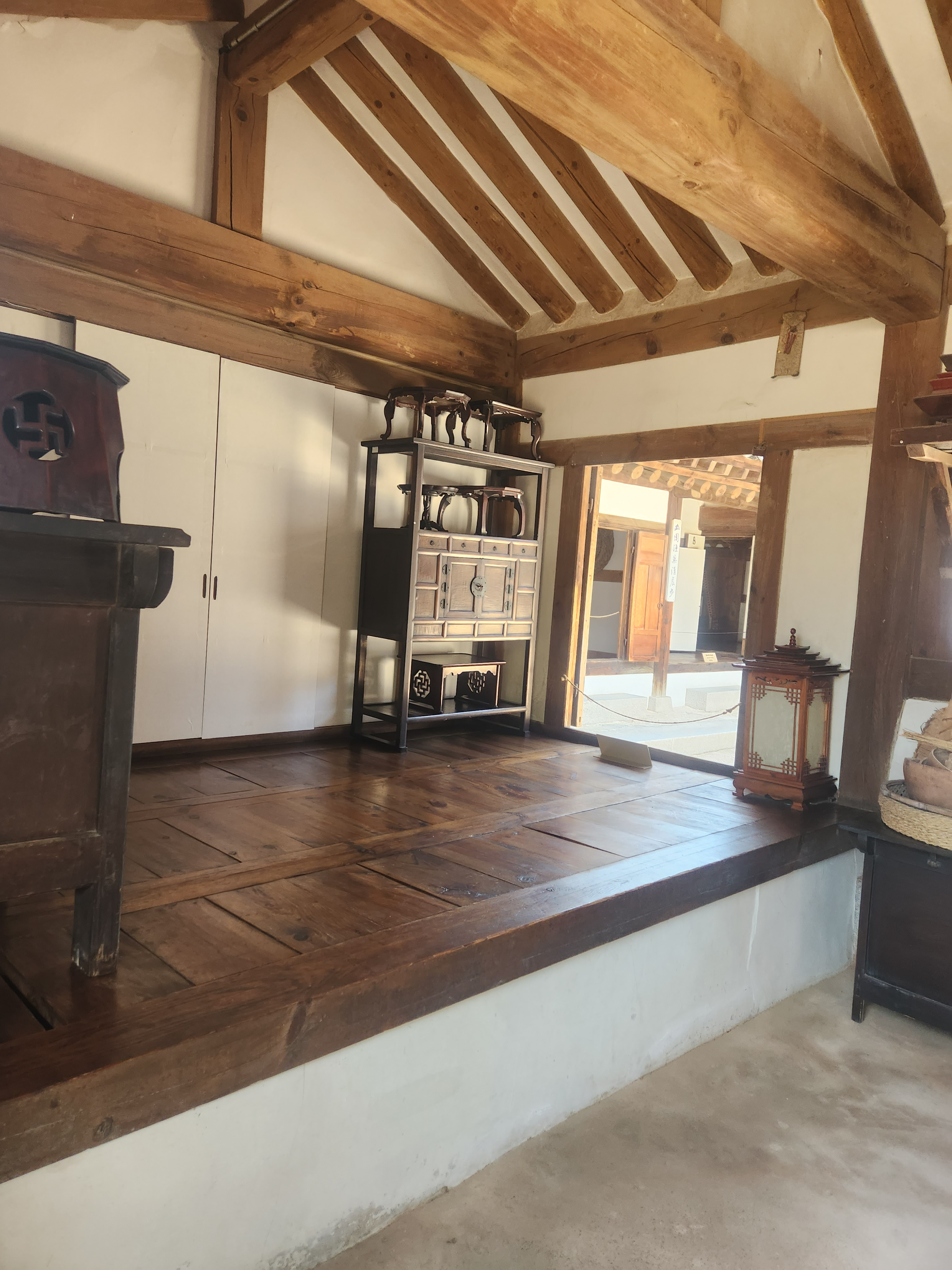
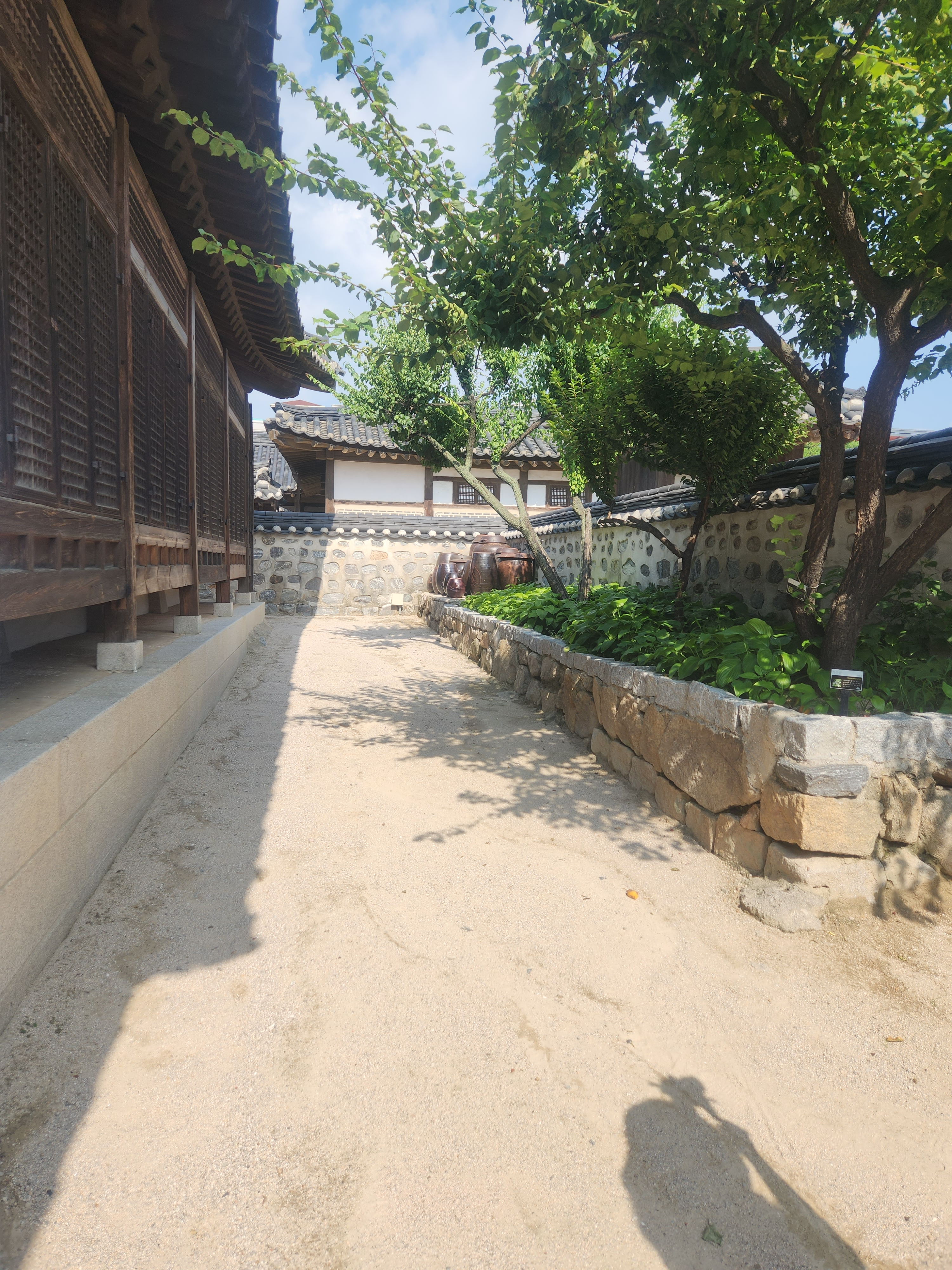
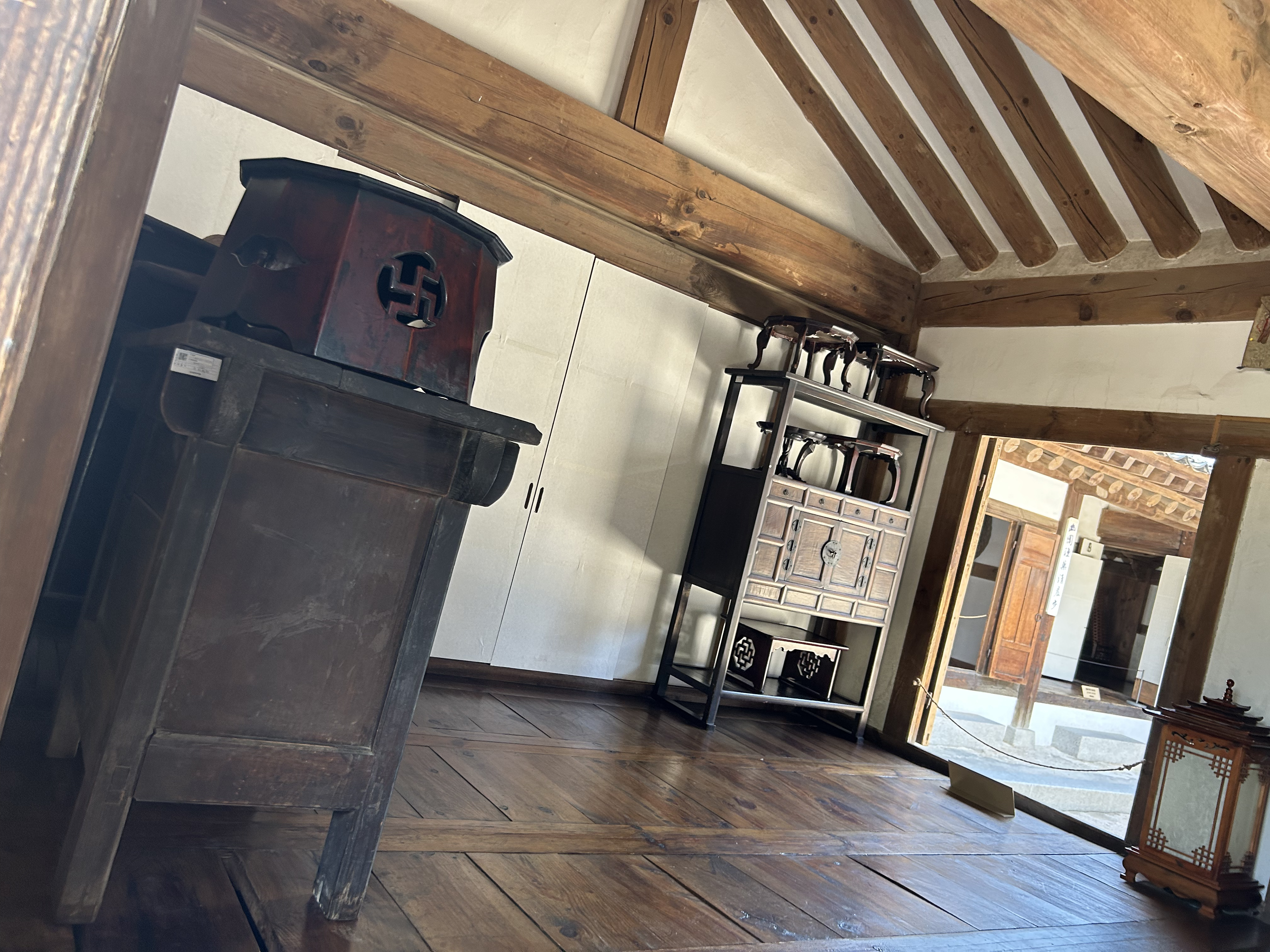
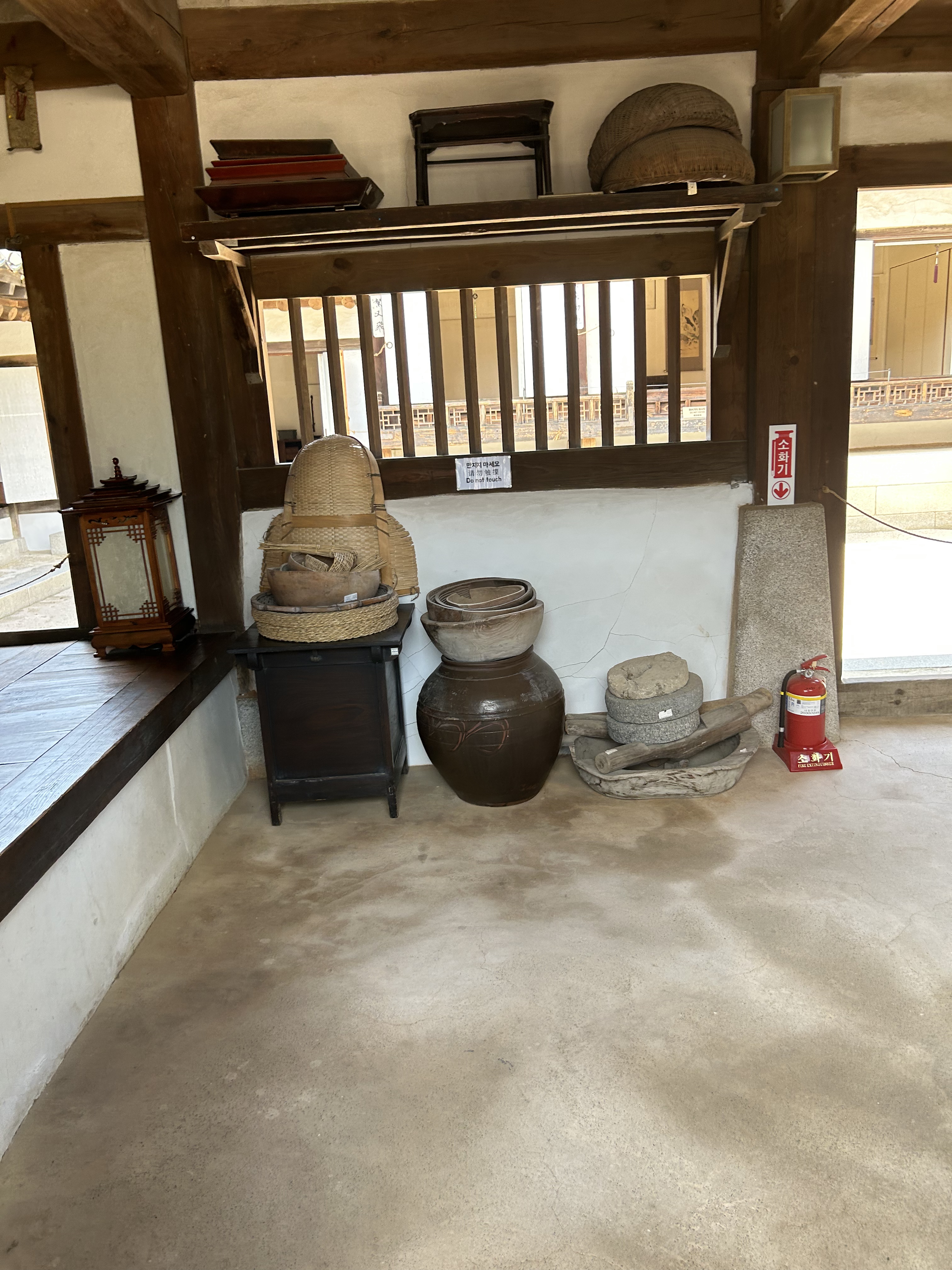
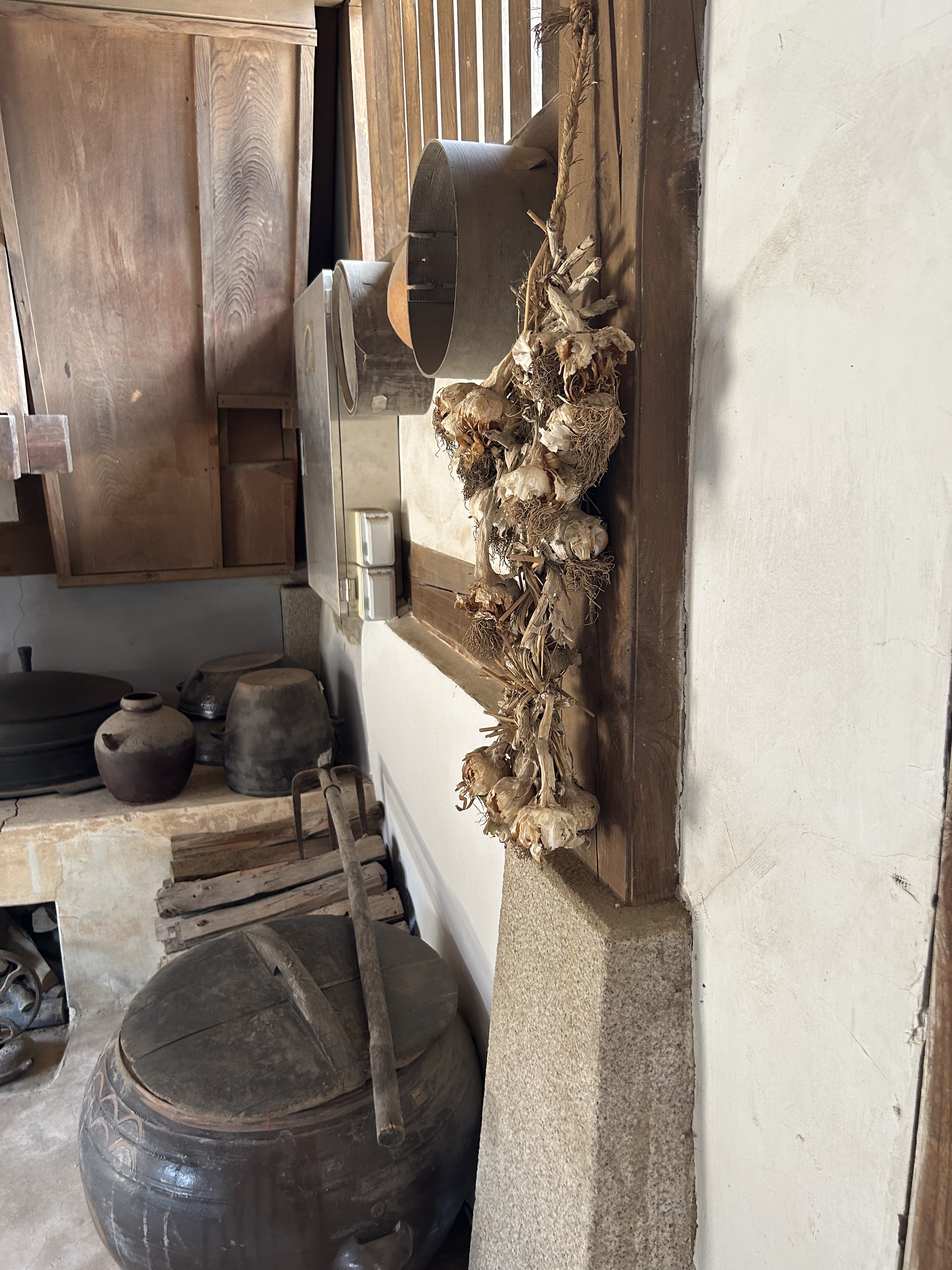
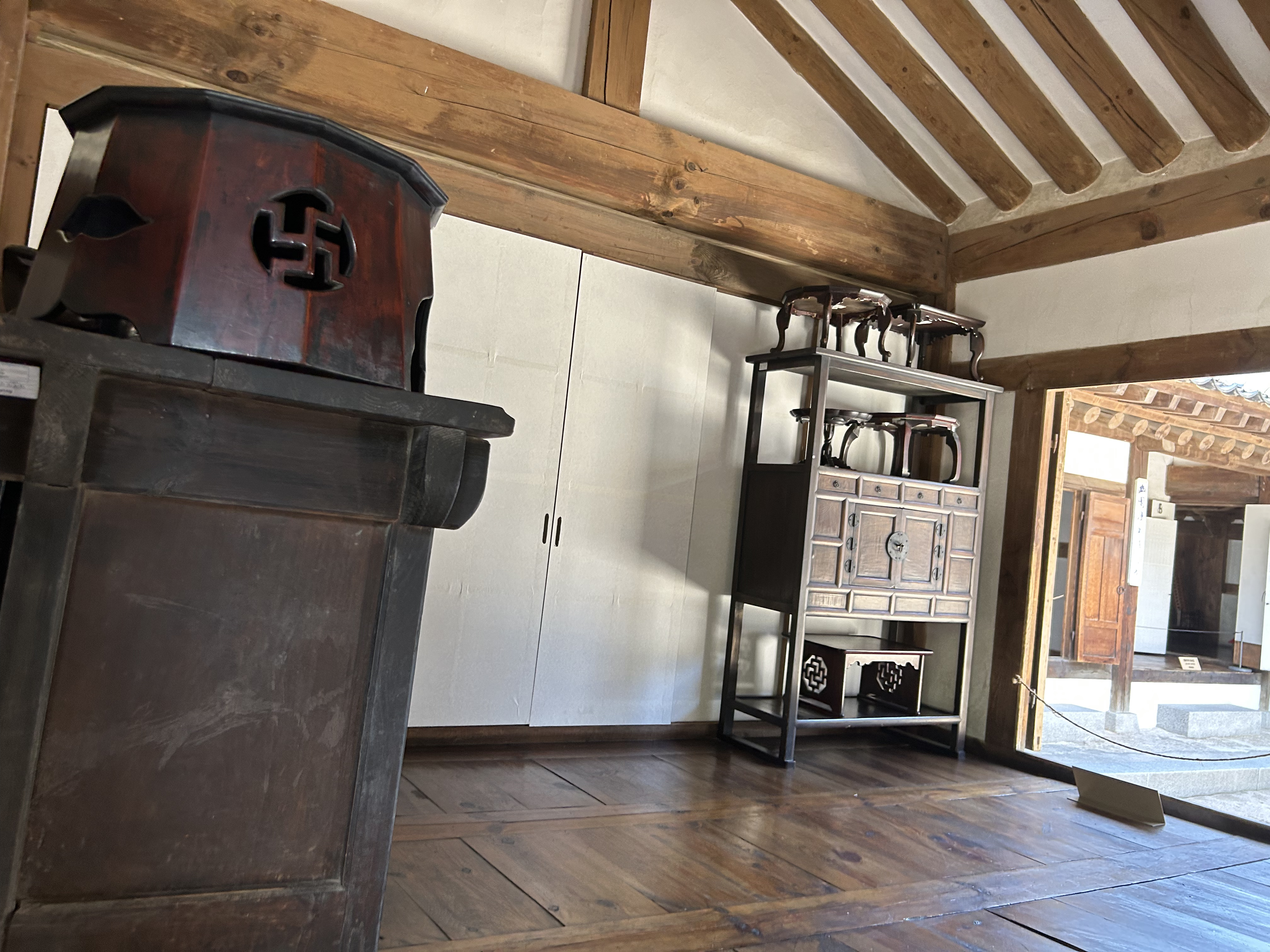
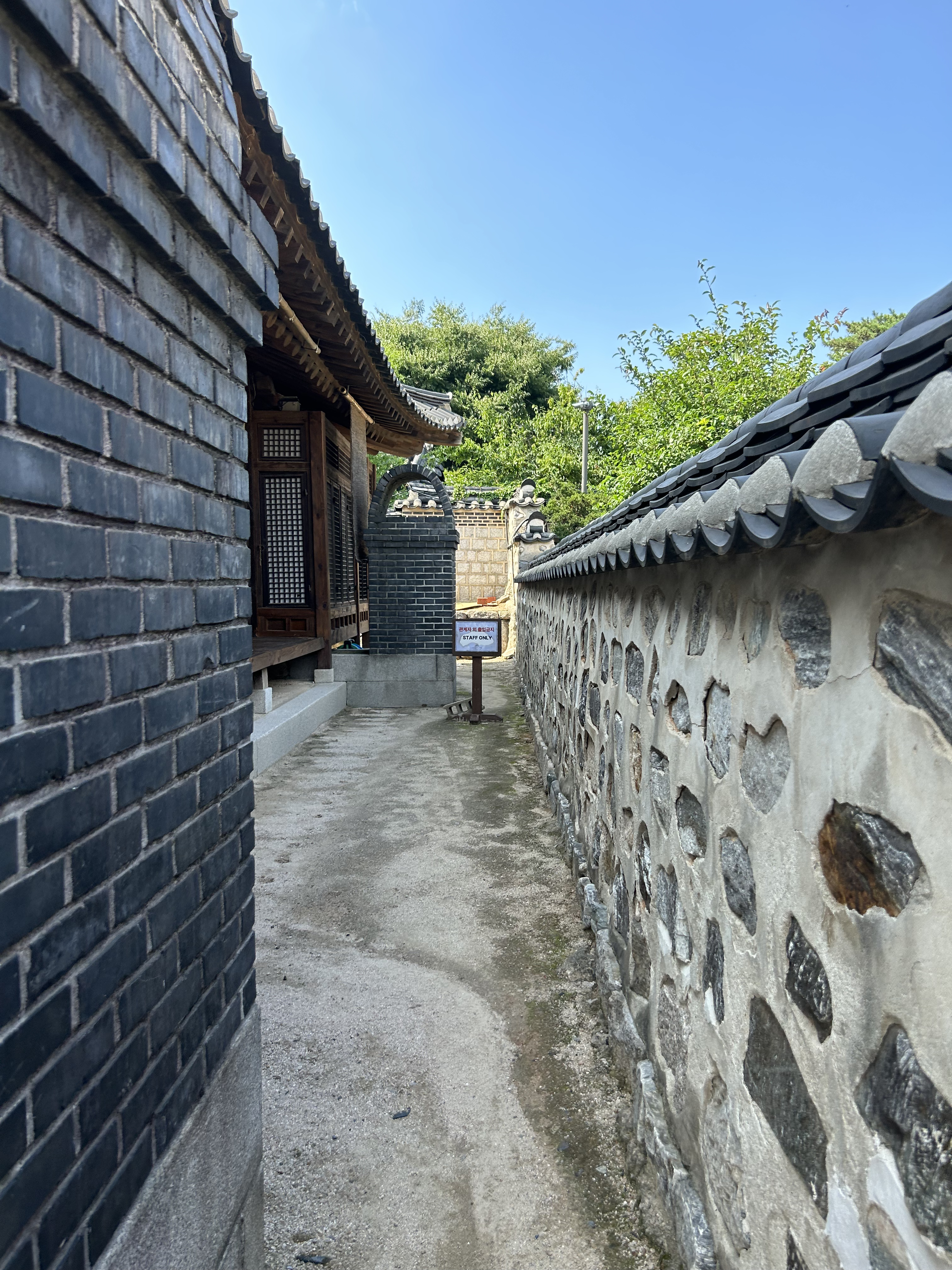
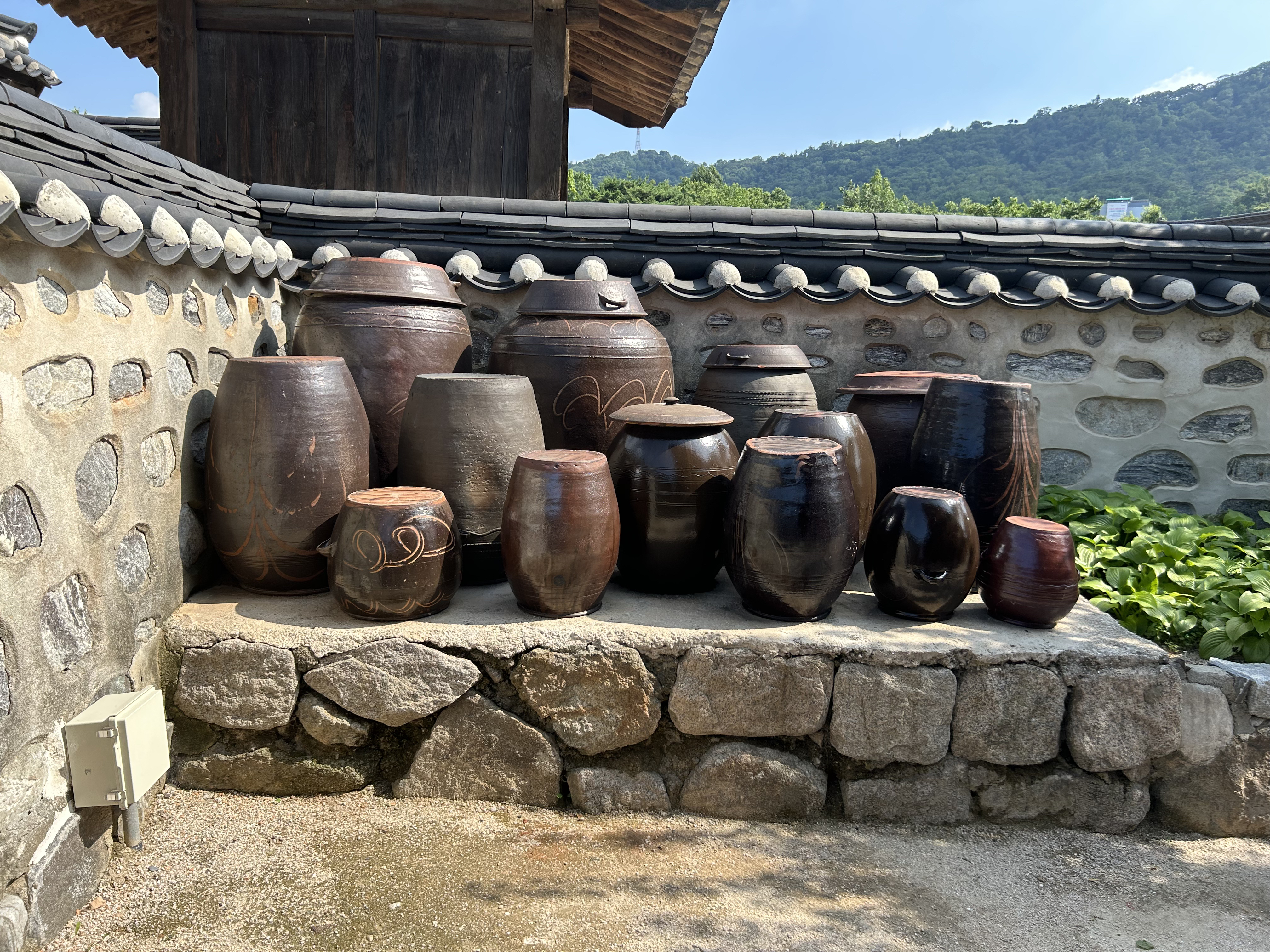
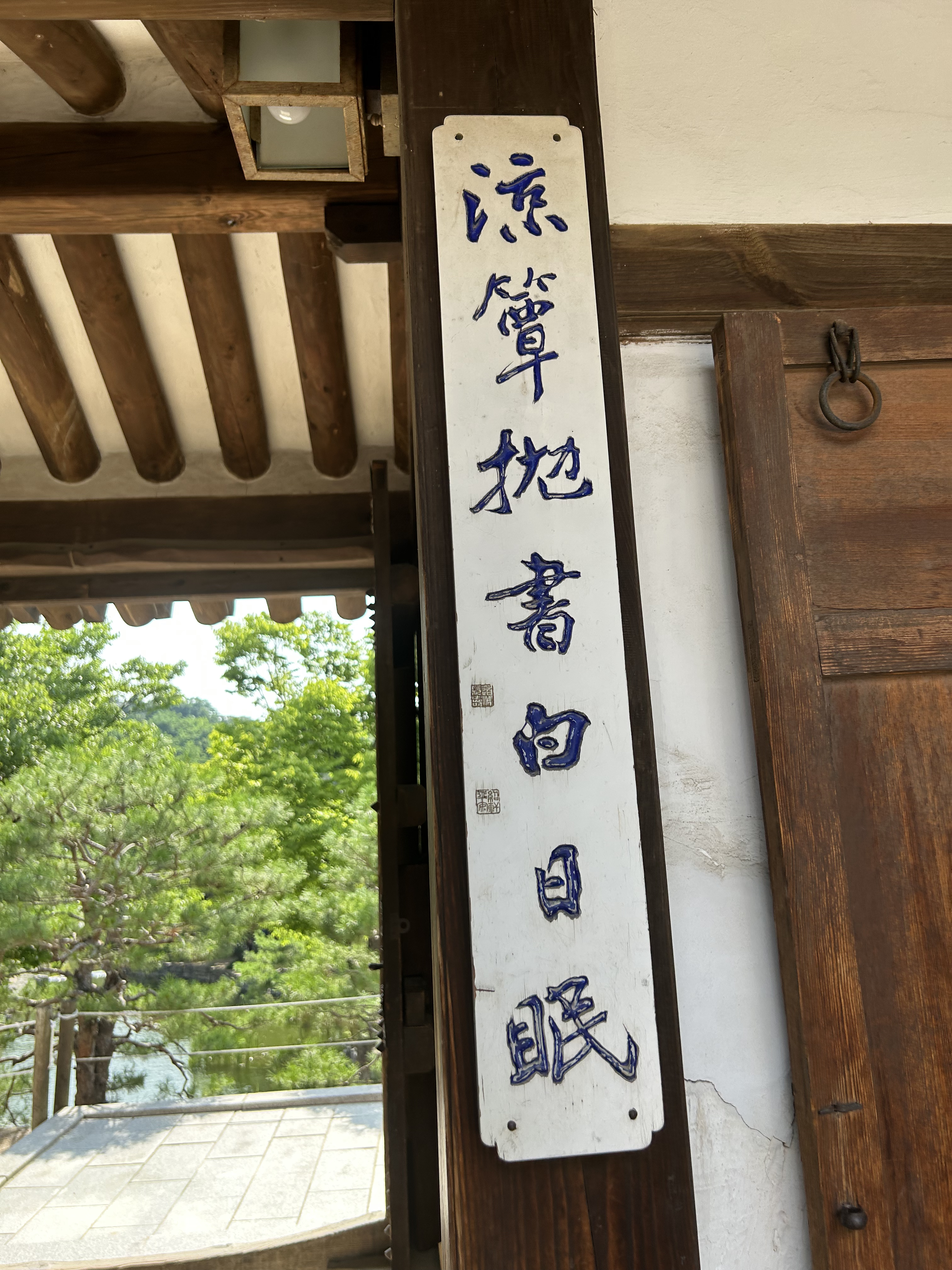
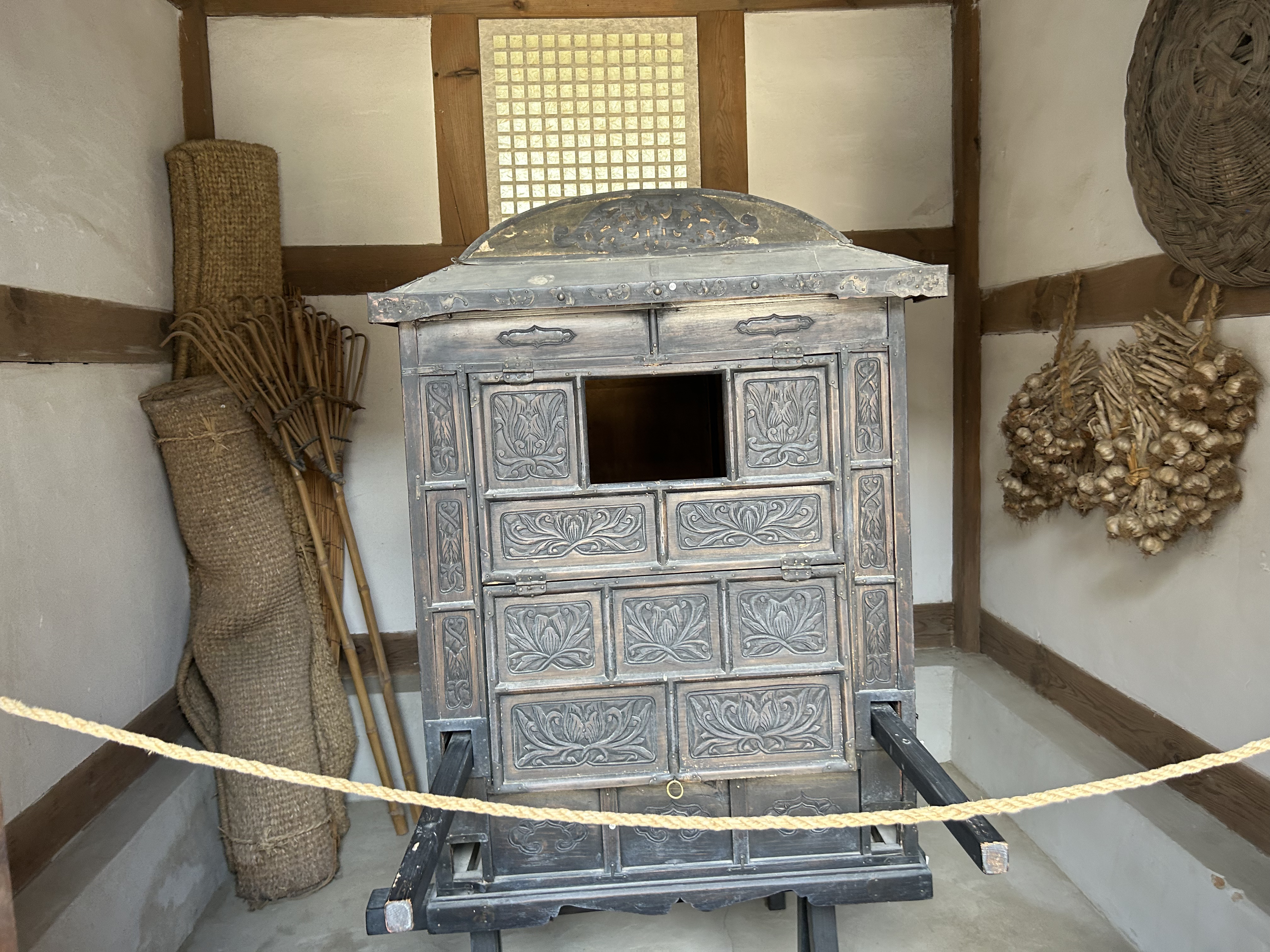
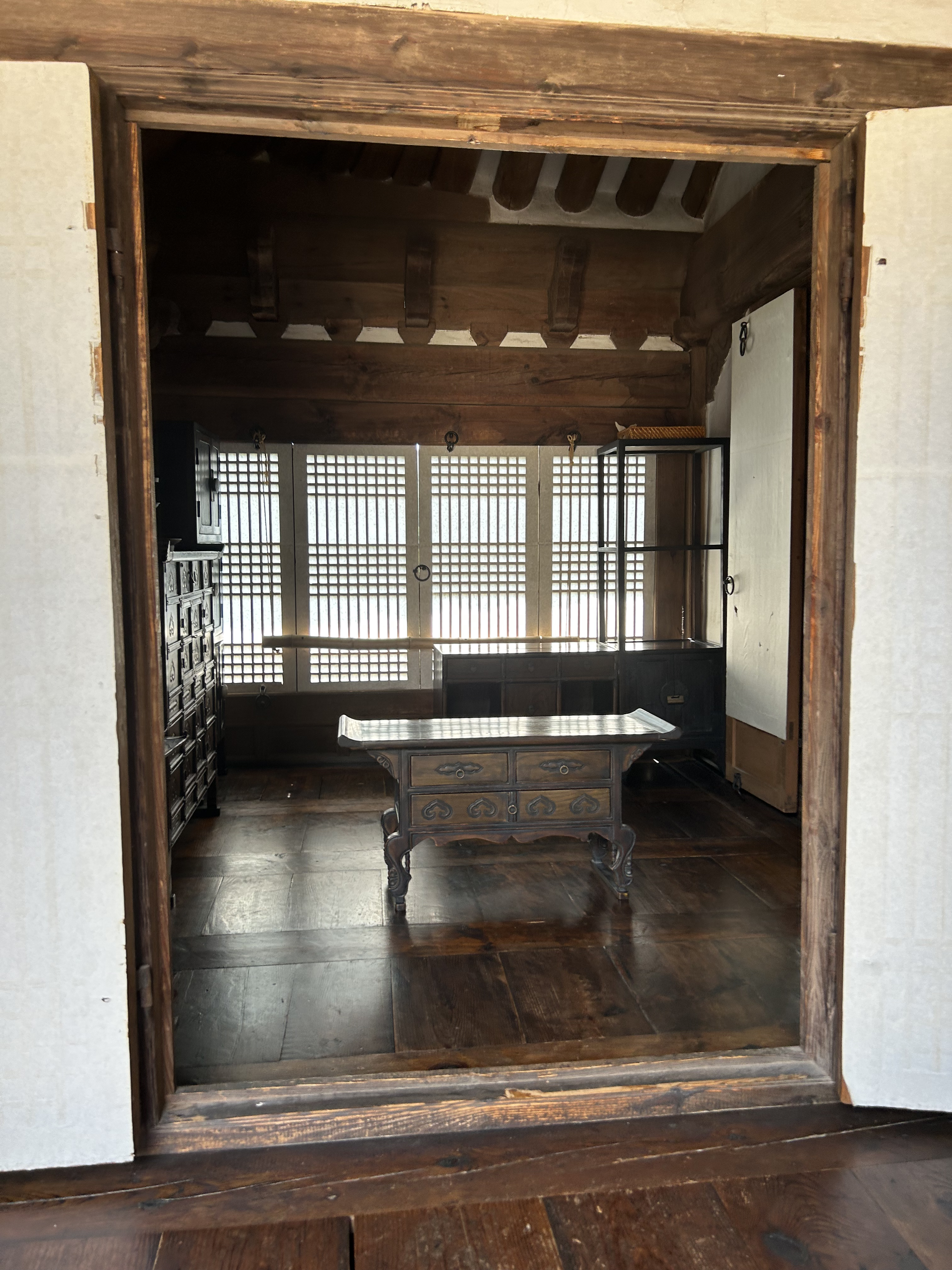
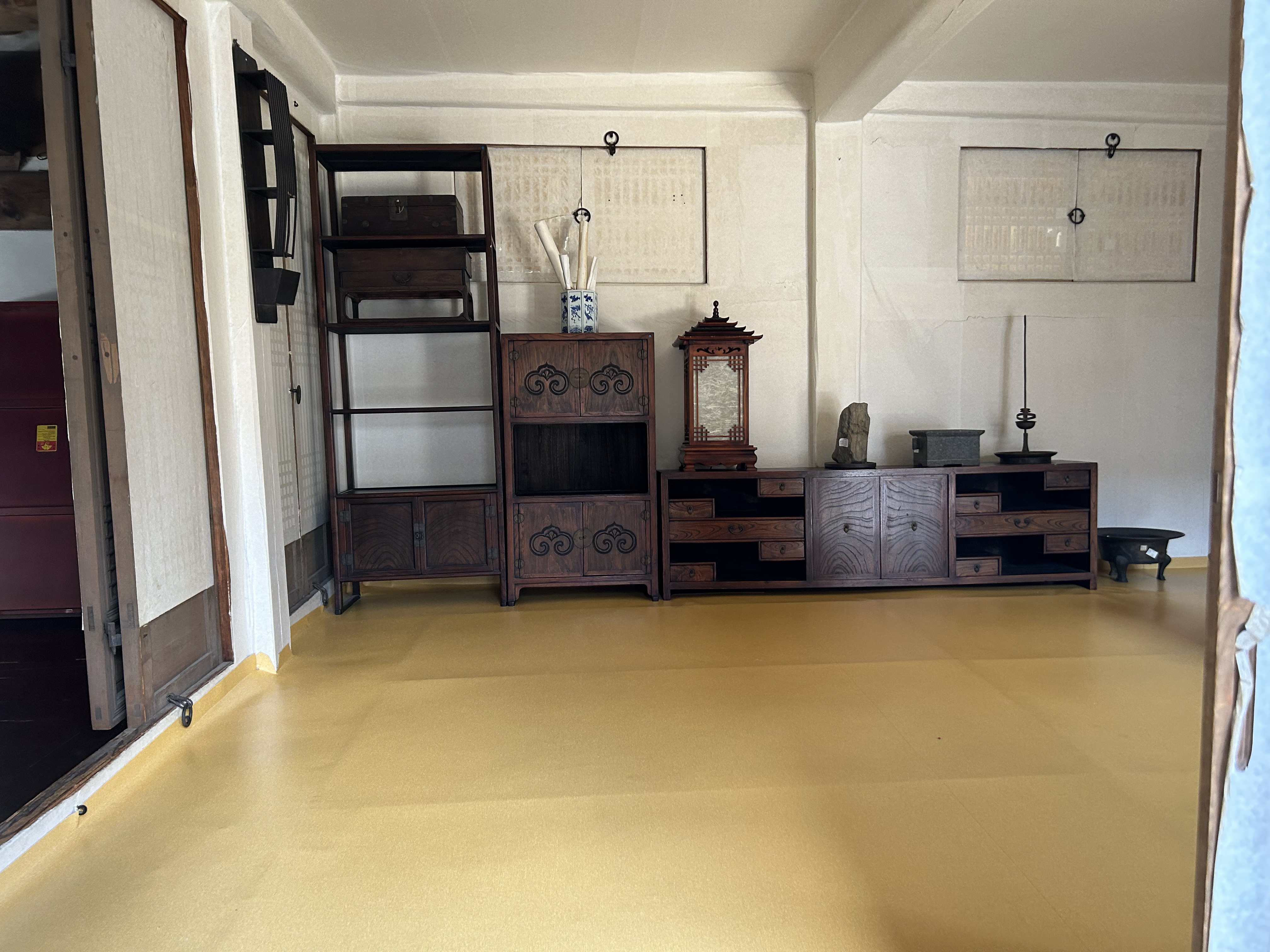
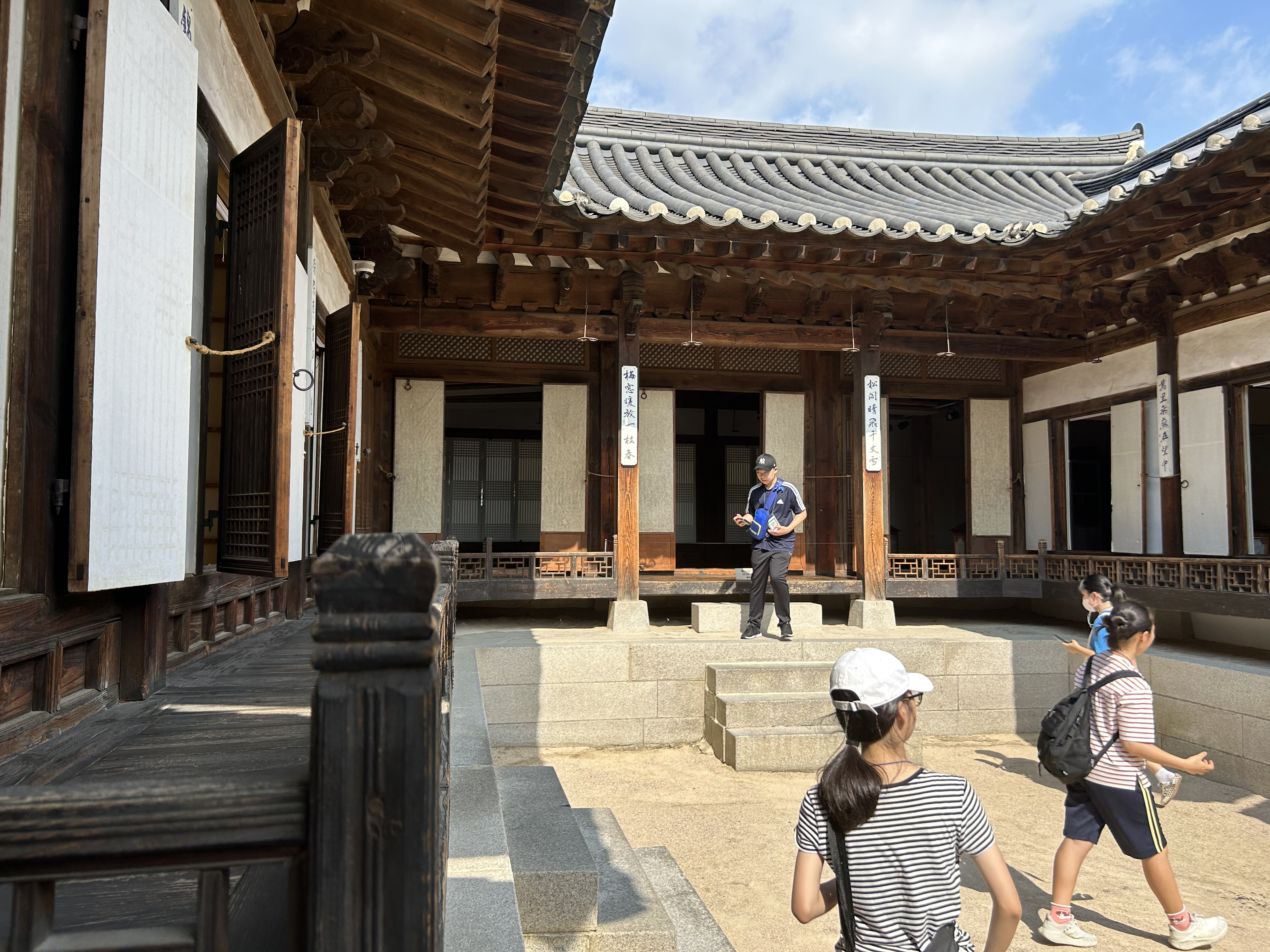
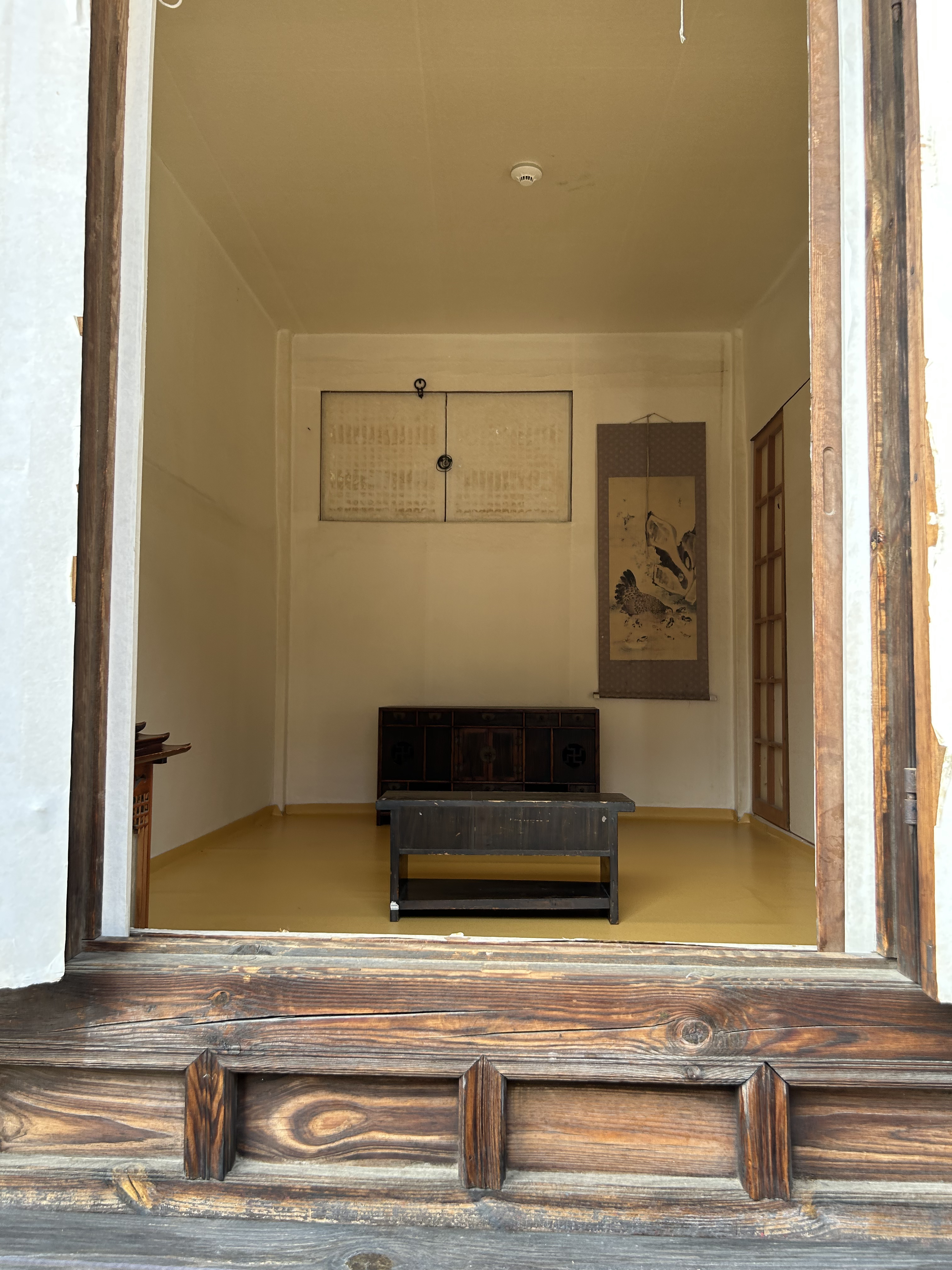
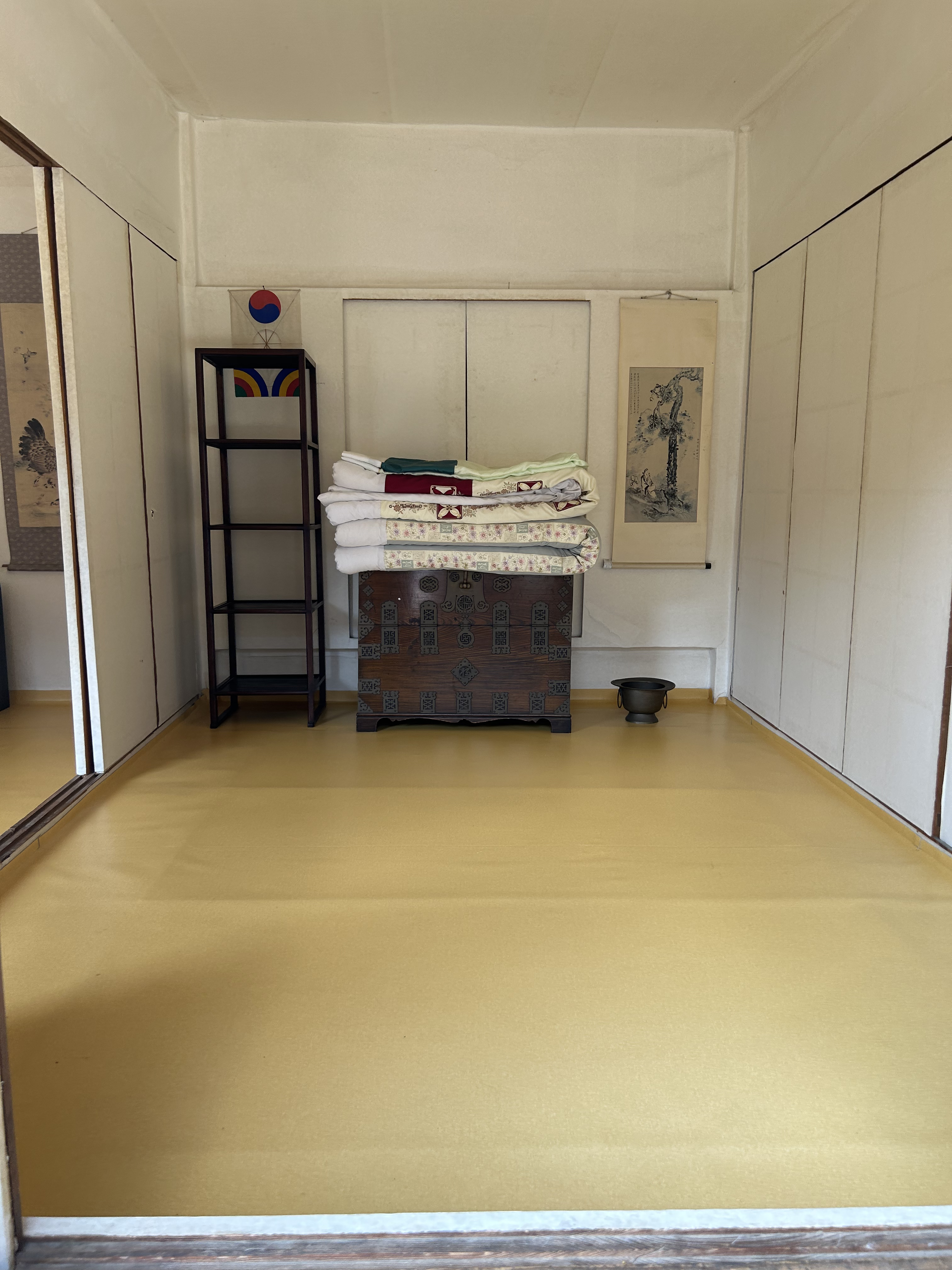
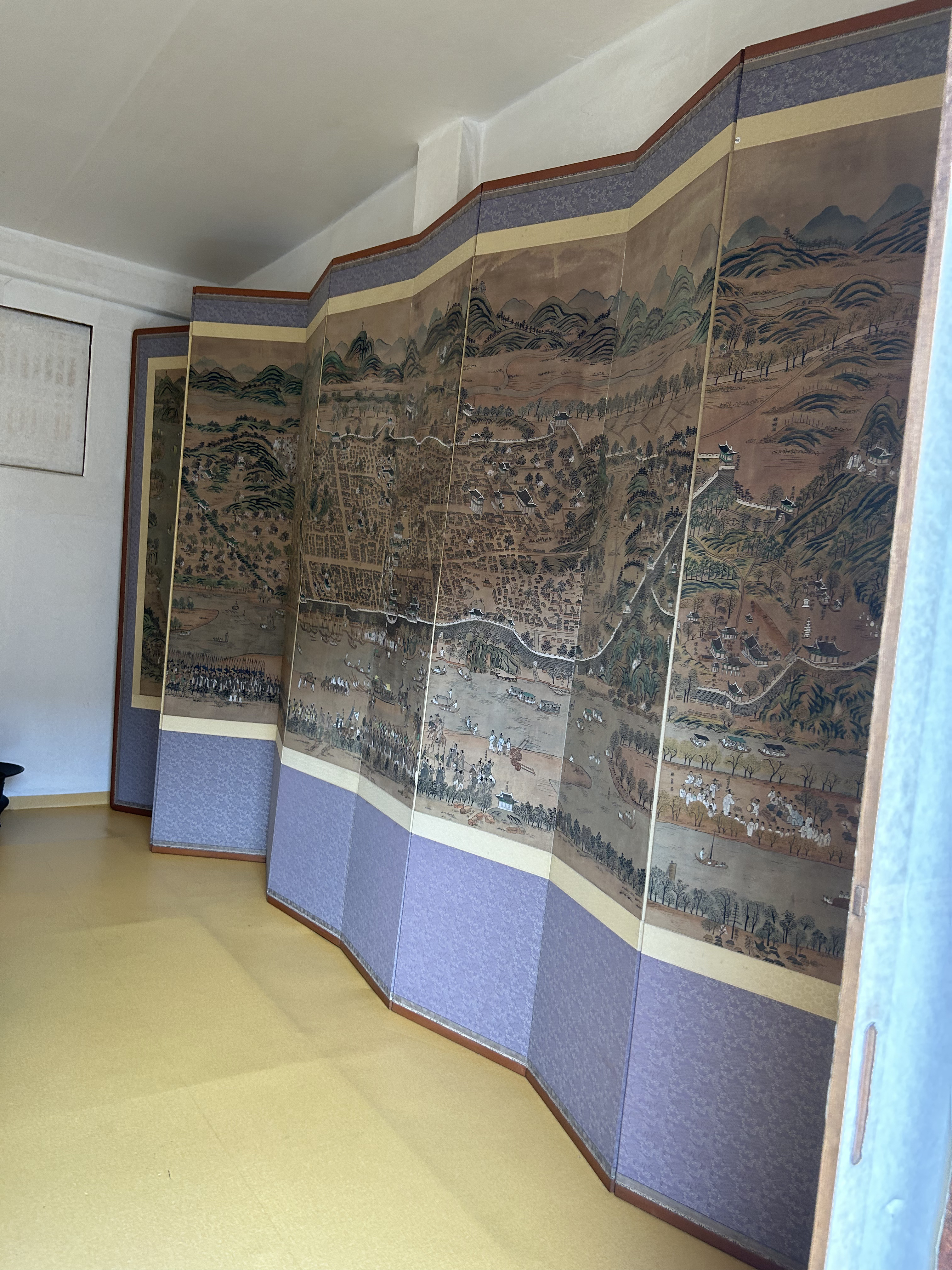
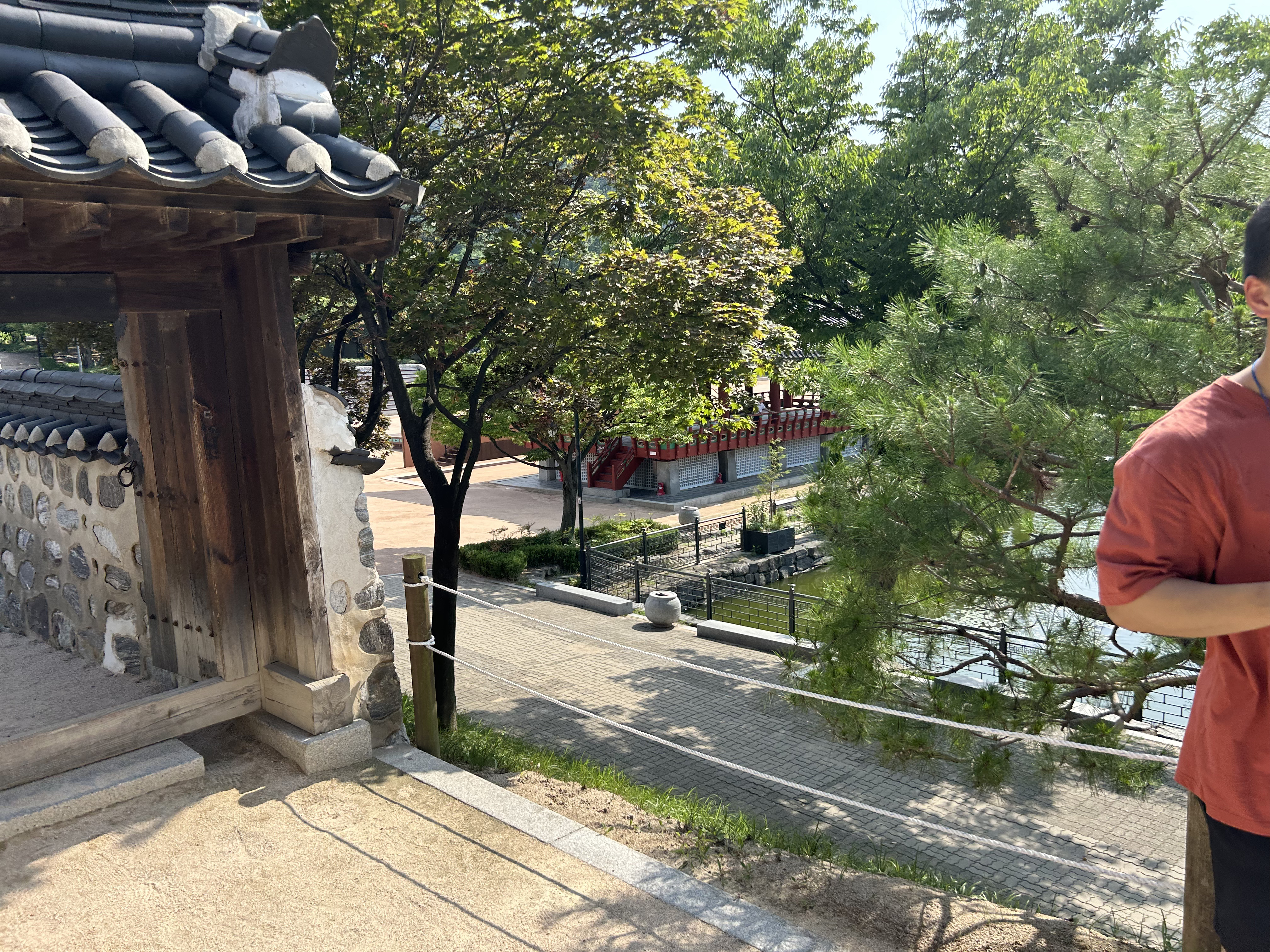
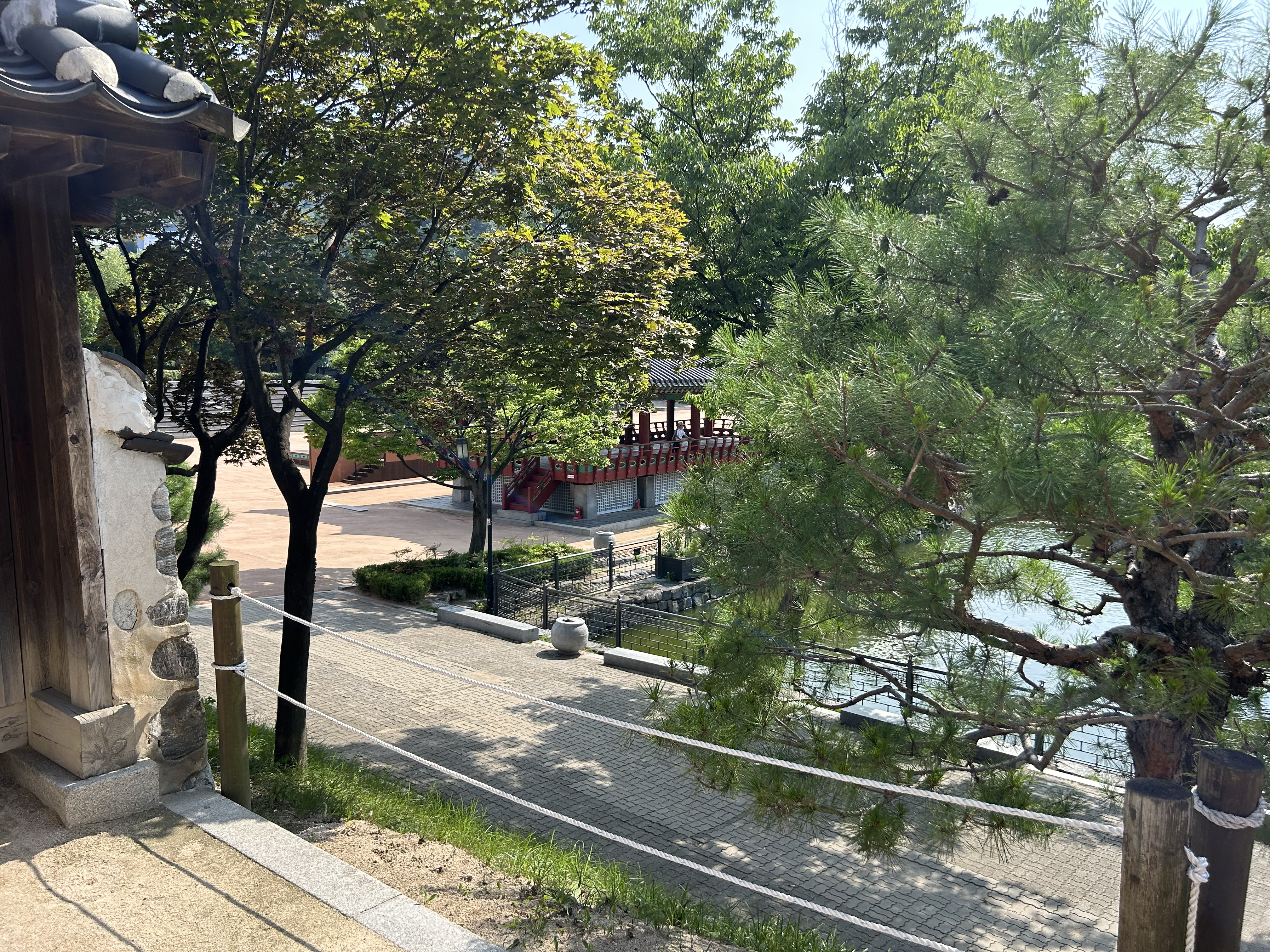
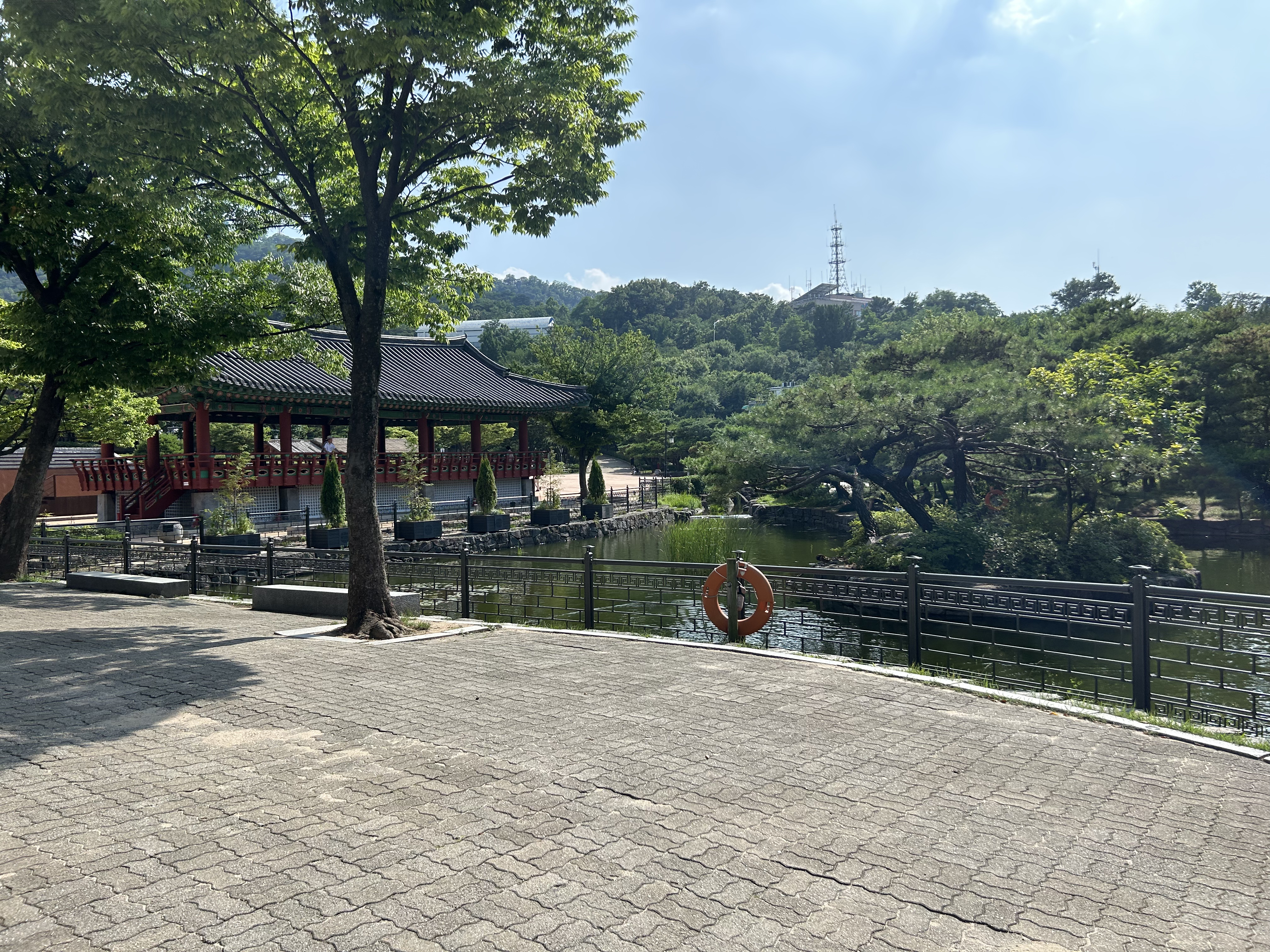
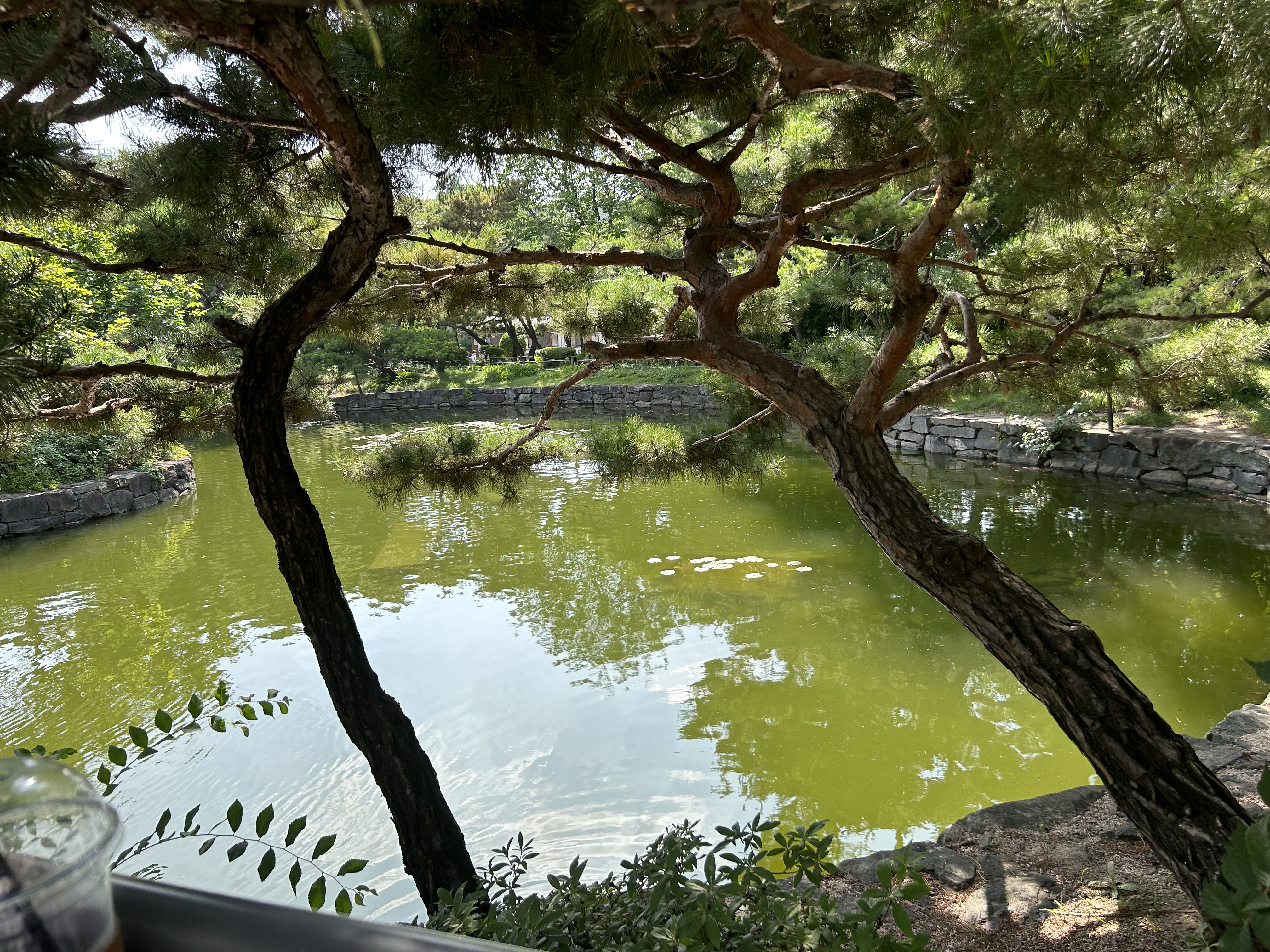

## 이용 안내
● 수도권 전철 3호선과 ● 수도권 전철 4호선이 만나는 충무로역과 가깝다.  하절기(4월~10월)에는 09:00~21:00, 동절기에는(11월~3월) 09:00~20:00로 운영시간에 차이가 있다. 관람료는 무료, 매주 월요일에는 쉰다.

## 같이 보기
- 북촌 한옥마을
- 한국민속촌
- 안동 하회마을